# Papa
Papa (do latim "Papa", do grego πάππας, Pappas uma palavra carinhosa para pai), também chamado de Santo Padre, é o Bispo de Roma, e como tal, é o líder mundial da Igreja Católica Apostólica Romana. O atual sumo pontífice, eleito a 8 de maio de 2025, é o Papa Leão XIV.
O Papa é eleito pelo Colégio dos Cardeais por meio do Conclave e seu posto é vitalício. Seu cargo eclesiástico é chamado de Papado e sua sede de "Santa Sé". Também é o Chefe de Estado da Cidade do Vaticano, uma cidade-estado soberana enclavada por Roma. O primeiro papa foi São Pedro, apóstolo de Jesus, e de acordo com a tradição católica os Papas, como seus sucessores, possuem autoridade para governá-la, e infalibilidade para ensinar e definir pontos da fé cristã quando se pronuncia ex cathedra.
O papado é uma das instituições mais antigas e duradouras do mundo, e teve uma participação proeminente na história da humanidade. Os papas na Antiguidade auxiliaram na propagação do cristianismo e a resolver diversas disputas doutrinárias. Na Idade Média eles desempenharam um papel secular importante na Europa Ocidental, muitas vezes, servindo de árbitros entre os monarcas e evitando diversas guerras na Europa. Atualmente, para além da expansão e doutrina da fé cristã, os Papas se dedicam ao ecumenismo, e diálogo inter-religioso, a trabalhos de caridade e à defesa dos direitos humanos, principalmente através de pronunciamentos à humanidade e visitas aos diversos países do mundo.

## Autoridade na Igreja Católica

### Dogma e doutrina católica
O estatuto e a autoridade do Papa na Igreja Católica, tais como sua primazia e infalibilidade, foi dogmaticamente definido pelo Concílio Vaticano I, em 18 de julho de 1870, na Constituição dogmática Pastor Aeternus, que estabeleceu os seguintes cânones:
 Se, pois, alguém disser que o Apóstolo S. Pedro não foi constituído por Jesus Cristo príncipe de todos os Apóstolos e chefe visível de toda a Igreja militante; ou disser que ele não recebeu direta e imediatamente do mesmo Nosso Senhor Jesus Cristo o primado de verdadeira e própria jurisdição, mas apenas o primado de honra – seja excomungado.
 Se, portanto, alguém negar ser de direito divino e por instituição do próprio Cristo que S. Pedro tem perpétuos sucessores no primado da Igreja universal; ou que o Romano Pontífice não é o sucessor de S. Pedro no mesmo primado – seja excomungado.
 Se, pois alguém disser que ao Romano Pontífice cabe apenas o ofício de inspeção ou direção, mas não o pleno e supremo poder de jurisdição sobre toda a Igreja, não só nas coisas referentes à fé e aos costumes, mas também nas que se referem à disciplina e ao governo da Igreja, espalhada por todo o mundo; ou disser que ele só goza da parte principal deste supremo poder, e não de toda a sua plenitude; ou disser que este seu poder não é ordinário e imediato, quer sobre todas e cada uma das igrejas quer sobre todos e cada um dos pastores e fiéis – seja excomungado.
 Por isso Nós, apegando-nos à Tradição recebida desde o início da fé cristã, para a glória de Deus, nosso Salvador, para exaltação da religião católica, e para a salvação dos povos cristãos, com a aprovação do Sagrado Concílio, ensinamos e definimos como dogma divinamente revelado que o Romano Pontífice, quando fala ex cathedra, isto é, quando, no desempenho do ministério de pastor e doutor de todos os cristãos, define com sua suprema autoridade apostólica alguma doutrina referente à fé e à moral para toda a Igreja, em virtude da assistência divina prometida a ele na pessoa de São Pedro, goza daquela infalibilidade com a qual Cristo quis munir a sua Igreja quando define alguma doutrina sobre a fé e a moral; e que, portanto, tais declarações do Romano Pontífice são por si mesmas, e não apenas em virtude do consenso da Igreja, irreformáveis. Se, porém, alguém ousar contrariar esta nossa definição, o que Deus não permita, - seja excomungado.

### Funções e direitos

#### Cúria Romana

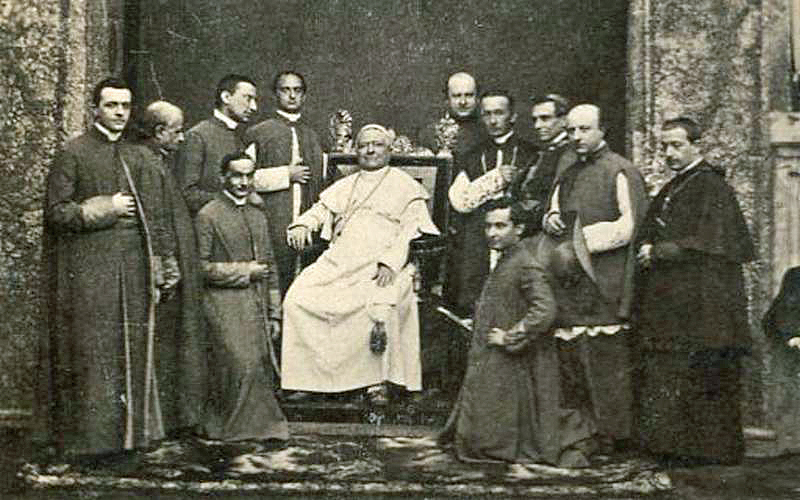
O Papa Pio IX em 1878 cercado pelos principais membros da Cúria. "A Cúria Romana é a longa manus do papa enquanto seu principal instrumento de governo".

O papa deriva seus poderes do fato de ser o sucessor de São Pedro e o Bispo de Roma, consequentemente, esta cidade ocupa uma posição central na Igreja Católica, sendo chamada de "Santa Sé", "Sé Apostólica", "Santa Sé Apostólica", "Igreja Romana" ou ainda "Cúria Romana". A Cúria é composta de todos os "funcionários empregados no governo da Igreja", para que o papa possa "exercer o poder supremo, pleno e imediato". É a "Corte Papal", formada e dividida em "Dicastérios" (equivalentes e análogos aos "Ministérios" presentes nos Estados modernos) que incluem nove Congregações, que assumem o governo e elaboram a legislação da Igreja, três Tribunais, que assumem parte dos poderes judiciários, e sete Ofícios, que administram os bens do Vaticano, e uma série de outros organismos de menor importância, com diversos poderes, como Conselhos, Comissões, Comitês e Academias. A "Secretaria de Estado" é o dicastério mais importante, organizando as atividades e as nomeações da Cúria e executando todas as funções políticas e diplomáticas do papado.
Embora o Papa seja o Bispo da Diocese de Roma, ele delega a maior parte das responsabilidades diocesanas para o Cardeal Vigário, que assegura a supervisão da diocese, em nome do Papa. O atual Cardeal Vigário é Baldassare Reina, nomeado em 6 de outubro de 2024.

#### Direitos executivos

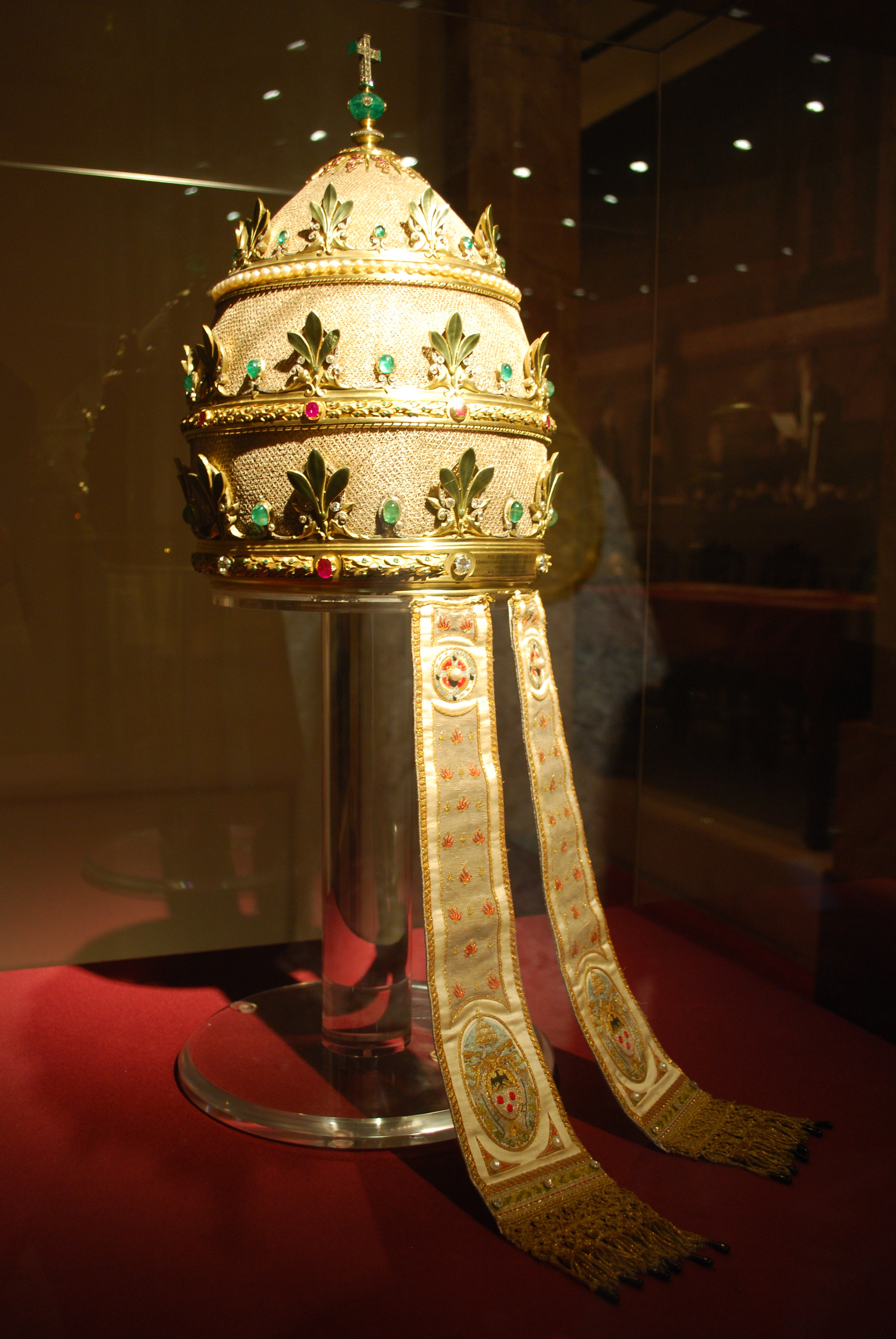
A Tiara Papal, também chamada de "trirregno", foi o símbolo do poder temporal dos papas, e o último papa a utilizá-la foi Paulo VI.

O papa possui a plenitude do poder para o governo da Igreja, assim ele tem o direito sobre todas as nomeações para seus cargos, somente ele pode nomear bispos e prelados, ou caso a nomeação tenha sido concedida a outros, ele deve confirmá-la (como ocorre nas Igrejas orientais católicas em que os prelados são eleitos por um sínodo). Além disso, só ele pode mover bispos de uma sé para outra, aceitar a sua demissão ou aposentadoria, e pode, onde existe causa grave, depô-los. Somente o Papa pode criar dioceses e dividir as existentes, bem como aprovar novas ordens e institutos religiosos, estipular suas regras e normas de vida, e se julgar conveniente, isentá-los da autoridade de Ordinários locais. Somente ele pode convocar um concílio ecumênico, e para que as suas decisões entrem em vigor, elas precisam de sua autorização. Os prelados devem informar ao pontífice, em algumas ocasiões, sobre o estado de suas dioceses, esse direito é exercido através de legados ou por convocação dos bispos para irem a Roma. Atualmente esta prerrogativa é desempenhada através da visita ad limina, pela qual todos os bispos visitam o papa uma vez a cada cinco anos, bem como pelo "Sínodo dos Bispos", instituído pelo Concílio Vaticano II, que reúne o episcopado católico em Roma, a cada três anos. O papa é ajudado no governo da Igreja pelas Congregações para os Bispos, para o Clero, para as Igrejas Orientais e para os Institutos de Vida Consagrada e Sociedades de Vida Apostólica.
Uma vez que o Papa goza do supremo poder em questões espirituais, este "não pode ser julgado por ninguém", a não ser, pelo próprio Deus, e que portanto, em matéria espiritual, o pontífice tem o direito exclusivo de julgar as supremas autoridades do Estado, bem como as eclesiásticas. O papa também, por jure divino de seu cargo, tem o direito à livre relação com todos os pastores e os fiéis, sendo portando, qualquer tentativa de limitá-lo e impedi-lo, considerada uma violação de um direito sagrado. Ele também organiza as missões evangelizadoras em todo o mundo, através da Congregação para a Evangelização dos Povos; e somente ele pode estabelecer uma universidade eclesiástica ou pontifícia, possuindo seus respectivos estatutos e privilégios canônicos por meio da Congregação para a Educação Católica. O Papa também administra os bens materiais da Igreja, e tem o direito de impor dízimos sobre o clero e os fiéis para propósitos eclesiásticos, atualmente este direito é exercido por meio do "Óbolo de São Pedro", uma doação monetária ao papado destinada ao auxílio dos pobres e manutenção de obras sociais, coletada em todas as instituições católicas em 29 de junho, festa de São Pedro e São Paulo.
A cada vinte e cinco anos, o papa também declara um jubileu, concedendo nessa ocasião uma indulgência extraordinária para os fiéis que visitarem Roma. O Papa João Paulo II instituiu de igual modo em 1985 o Dia Mundial da Juventude - um "encontro mundial com o Papa", para os jovens de todo o mundo, que é então celebrado a cada dois ou três anos, em uma cidade específica.

#### Direitos legislativos

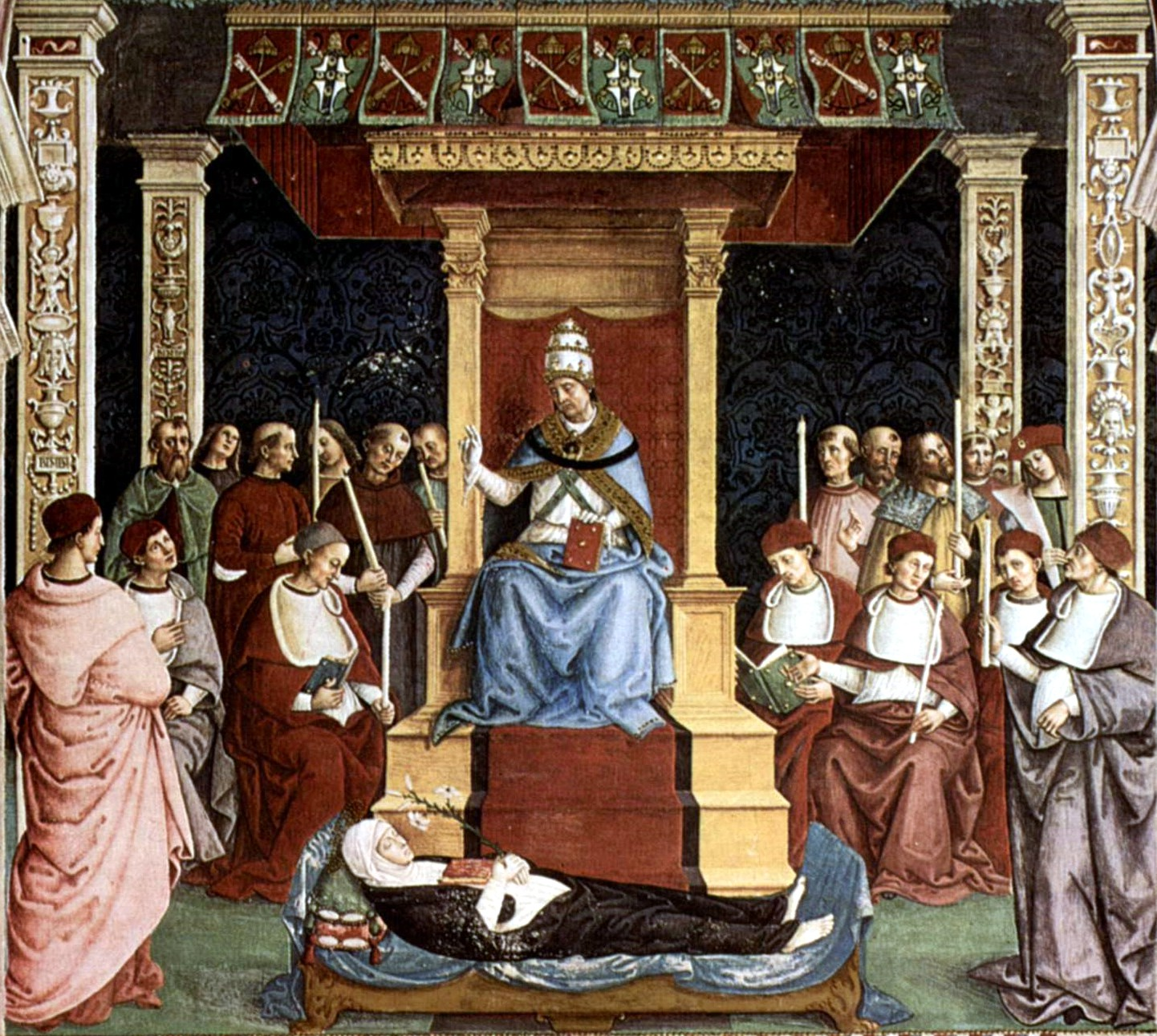
O Papa Pio II canoniza Catarina de Siena em 1461. A canonização de um santo é privilégio exclusivo do papa como parte de seu poder de legislar a adoração a Deus.Afresco de Pinturicchio, na Biblioteca Piccolomini, Siena em torno de 1502-1507.

O Papa como legislador, doutor e mestre supremo de toda a Igreja, tem autoridade sobre questões canônicas e litúrgicas, podendo interpretar, legislar, alterar, e revogar as leis canônicas estabelecidas por seus antecessores e reunidas por eles no Código de Direito Canônico, a legislação da Igreja Católica. O pontífice também deve determinar o que deve ser acreditado por todos os fiéis, prescrevendo credos e determinando quem e quando, deve fazer uma explícita profissão de fé, bem como prescrever livros religiosos de instrução, para os fiéis, como o Catecismo, assim, por exemplo, Clemente XIII recomendou o Catecismo Romano, a todos os bispos, e João Paulo II, o Catecismo da Igreja Católica, a todos os cristãos.
O Papa goza da suprema autoridade, e desde o Concílio de Trento, de autoridade exclusiva, de regulamentar a adoração à Deus, deste modo ele pode prescrever livros, cerimonial e serviços litúrgicos, e estabelecer regras em relação à piedade popular, e as datas festivas. O rito e a liturgia de Roma, utilizada na maior parte da Igreja Católica, desenvolvida pelo papado ao longo da história "tornou-se modelo e padrão para a futura formação da missa em geral. Este modelo terá impacto até a missa da última paróquia rural e até o rito da missa privada". A atual forma da missa do rito romano é a do Concílio Vaticano II editada pelo Papa Paulo VI e seus sucessores: "Os livros litúrgicos promulgados pelos santos Pontífices Paulo VI e João Paulo II, em conformidade com os decretos do Concílio Vaticano II, são a única expressão da lex orandi do Rito Romano". Neste ponto, o papa é auxiliado pela Congregação para o Culto Divino.
A canonização de um santo é reservada exclusivamente ao papa, que após um minucioso processo de investigação, realizado pela Congregação para as Causas dos Santos sobre a santidade de uma pessoa, autoriza sua veneração, sendo comumente considerado um exercício de infalibilidade pontifícia.

#### Direitos judiciários
Em virtude de sua autoridade judiciária, o papa pode decidir sobre as “causae majores”, isto é, os processos que tratam de assuntos importantes na Igreja, como conflitos entre jurisdição de bispos e acusações de irregularidades praticadas por algum prelado, também podendo lidar com “causae minores”. Em ambos os casos é ajudado pelo Tribunal da Rota Romana e pelo Supremo Tribunal da Assinatura Apostólica. O papa pode infligir punições e censuras quer por via judicial ou por leis.
O pontífice deve tomar medidas para a preservação da fé e da moral, que se expõe no direito de condenar proposições como sendo heréticas ou merecedoras de algum grau menor de censura, e interpretar autenticamente a lei natural, assim, ele pode determinar se é legal ou ilegal determinadas práticas sociais em relação a vida familiar, à prática de usura e etc. Nessas funções o papa é auxiliado principalmente pela Congregação para a Doutrina da Fé.
O pontífice também pode absolver e dispensar os fiéis de censuras e do cumprimento de certas leis eclesiásticas, e pode conceder privilégios e isenções em relação a elas, assim ele pode dispensar um clérigo de seus votos religiosos e despachar nulidades ou impedimentos canônicos para o matrimônio. O papa também pode conceder indulgências aos cristãos, anteriormente os bispos também podiam fazê-lo, mas para evitar abusos, esse direito foi reservado ao pontífice, sendo auxiliado pela Penitenciaria Apostólica.

## Autoridade política

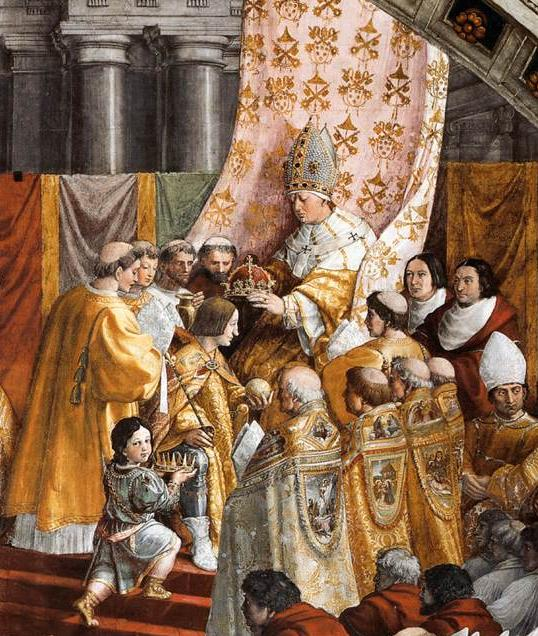
Coroação de Carlos Magno pelo Papa Leão III. Afresco no Palácio do Vaticano, de Rafael, em torno de 1516-1517.

A antiguidade do estatuto político e secular, e de condução de assuntos de Estado pelos Papas já pode ser observada na atitude do Papa Leão I, em seu confronto pelo imperador huno Átila (r. 434–453) no século V. Assim na Antiguidade o papel político do papado era essencialmente como "defensor dos necessitados e da população". Posteriormente em 754 o líder dos francos Pepino, o Breve doou ao Papa um território que formaria a base dos Estados Pontifícios.
No ano 800, o Papa Leão III coroou Carlos Magno (r. 768–814) como imperador, passo decisivo para a formação do Sacro Império Romano, a partir daí, tornou-se uma tradição a coroação de governantes europeus pelo Papa, como maneira de conferir legitimidade para o título de "imperador", até Carlos V (r. 1519–1556) no século XVI. Na Idade Média os papas desempenharam um papel secular importante na Europa Ocidental, muitas vezes, servindo de árbitros entre os monarcas e evitando diversas guerras na Europa.
Os Papas exerceram uma proeminente autoridade temporal especialmente como líder espiritual do Sacro Império Romano (mais relevante com Papas como Gregório VII e Alexandre III) e na Renascença (como Alexandre VI e Júlio II). Alguns dos exemplos ao longo da história que atestam essa autoridade são a bula Laudabiliter em 1155 (que autoriza Henrique II de Inglaterra a invadir a Irlanda), a bula Manifestis Probatum que reconhece a independência de Portugal, a bula Inter Caeteras em 1493 (que conduz ao Tratado de Tordesilhas no ano seguinte, dividindo o mundo entre Portugal e Espanha) ou a bula Inter Gravissimas de 1582 (que estabelece o calendário gregoriano, atualmente em uso).
Atualmente o papel secular do Papa traduz-se no exercício de um cargo religioso e diplomático de grande importância. O pontífice também é chefe de estado, sendo monarca absoluto do Estado do Vaticano, e sob a lei internacional, como tal, tem imunidade à jurisdição de tribunais de outros países (embora não de tribunais internacionais).

## História

### Controvérsias sobre acontecimentos históricos

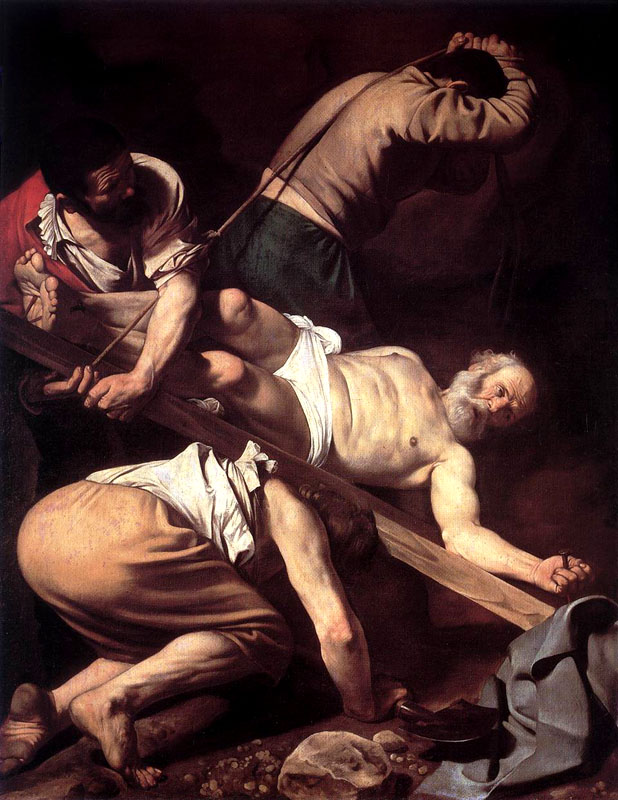
O Martírio de São PedroSanta Maria del Popolo, Roma, Caravaggio, 1600.

Existe grande controvérsia entre os historiadores sobre a história do papado durante o cristianismo primitivo, destacando-se a questão da veracidade do martírio de Pedro e Paulo em Roma; sobre a organização da Igreja Romana no século I e princípio do século II, e o exercício da primazia papal.
Alguns historiadores argumentam que Pedro nunca foi realmente a Roma, e que essa crença se originou somente mais tarde. No entanto, outros estudiosos citando os documentos cristãos primitivos (mais proeminentemente, a descrição da morte de Pedro e Paulo em Roma nas cartas de Clemente em c. 96, Santo Inácio de Antioquia em c. 107, Dionísio de Corinto entre 166 e 176, e Irineu de Lyon, em torno de 180 d.C.) concluem que Pedro foi de fato martirizado em Roma. 
Uma vez que no século I os termos “presbíteros e bispos” eram sinônimos usados para os líderes da igreja local submetidos a um apóstolo; muitos argumentam que no final do século I e até a metade do século II, a Igreja Romana não possuía uma organização monoepiscopal (um só Bispo como chefe da igreja local), mas uma forma colegiada de liderança, sendo que o monoepiscopado começou somente mais tarde, e assim, originalmente o ministério papal não existia. No entanto, outros estudiosos discordam, defendendo que os apóstolos designaram seus sucessores na liderança das igrejas locais (originalmente também chamados de "apóstolos" e no início do século II, de “bispos”), como por exemplo, Tito e Timóteo investidos por Paulo de Tarso, e nos escritos posteriores de Clemente de Roma, Inácio, e Irineu, que prematuramente atestaram a sucessão linear de Bispos desde a época dos apóstolos.
Alguns historiadores afirmam que os papas primitivos não possuíam direitos ou privilégios primaciais sobre a Igreja Universal, e que as igrejas locais eram independentes, no entanto, uma vez que em muitas ocasiões os Bispos de Roma intervieram em comunidades locais, como Clemente I, ou tentaram estabelecer uma doutrina vinculativa a Igreja Universal como Vítor I (sobre a controvérsia quartodecimana), especialmente a existência de um forte vínculo jurídico entre os bispos primitivos, devido ao uso das "cartas e listas de comunhão", em que cada igreja local, possuía uma lista dos bispos em comunhão com a Igreja Católica, sendo decisiva a lista da Igreja Romana, e sua aprovação de comunhão, a visão predominante entre os historiadores, é que a Sé e o Bispo de Roma possuíam nesse período uma proeminência em questões relacionadas aos assuntos da Igreja Católica, mas esse papel se desenvolveu e se acentuou profundamente nos séculos seguintes, especialmente a partir do século V e após o XI.

### Cristianismo primitivo (c. 30-325)

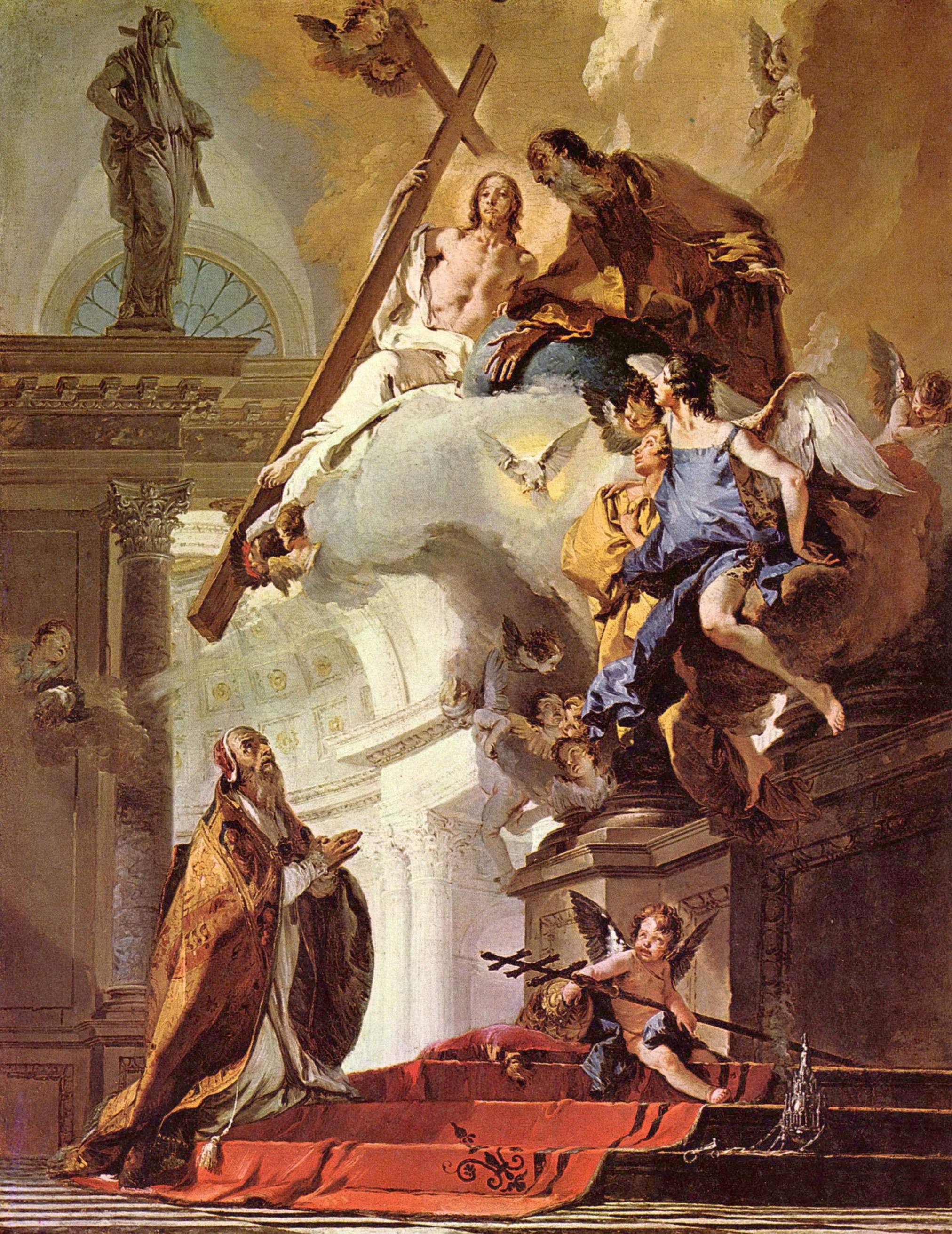
Clemente I, considerado o primeiro pai da Igreja e quarto bispo de Roma.Por Tiepolo, na National Gallery de Londres.

O primeiro documento fornecido por um papa, é de Clemente I no final do século I, em que interveio em uma disputa em Corinto, na Grécia, Clemente foi o primeiro Pai Apostólico da Igreja, fundando o período eclesiástico patrístico, que duraria até o século VIII. No século II os bispos romanos erigiram monumentos aos apóstolos Pedro e Paulo, davam esmolas às igrejas pobres e lutaram contra gnósticos e montanistas na Ásia Menor. No final do mesmo século, o Papa Vítor I ameaça de excomunhão os bispos orientais que continuarem praticando a Páscoa em 14 de Nisã. Nessa época Santo Inácio, e algum tempo depois Santo Ireneu, enfatizam a posição única do bispo de Roma. Desde o final do século II, desenvolveu-se o uso de "cartas de comunhão", em que as administrações de igrejas e bispos locais mantinham listas continuadamente atualizadas, das instituições consideradas em comunhão com a Igreja Católica, cujo principal critério é a união com as igrejas mais antigas, e decididamente com a Igreja de Roma.
No século III os papas preocuparam-se em afirmar a possibilidade do perdão dos pecados, se os fiéis se arrependessem e fizessem penitência (ao contrário do que pregava o novacionismo), como pode ser observado nos decretos de Calisto I e Cornélio I. No final desse século, papas como Estêvão I e Sisto II condenaram o rebatismo, como pregava a heresia do donatismo.
Muitos aspectos da vida dos papas primitivos, especialmente os primeiros, permanece envolta em mistério, como São Lino, que teria sido o segundo papa, cuja vida e ações como Bispo de Roma é incerta e desconhecida. Devido a perseguição aos cristãos pelo Império Romano, os livros da vida dos santos de Roma afirmam que foram mártires todos os Papas dessa época, sendo a maioria dos pontificados curto (embora exista incerteza sobre a morte de muitos Bispos de Roma, cujos relatos de martírio surgiram apenas muito tempo depois de sua morte, como por exemplo, São Clemente I, que viveu no final do século I, mas a história de seu martírio remonta apenas ao século IV).
Alexandria e Antioquia também eram centros importantes para o cristianismo e seus bispos possuíam jurisdição sobre certos territórios. Muitos historiadores têm sugerido que seus poderes especiais provieram do fato de que as três comunidades foram chefiadas por São Pedro (Roma e Antioquia foram, segundo a Sagrada Escritura e Tradição fundadas por Pedro e Alexandria por seu discípulo São Marcos).

### Primeiro Concílio de Niceia e Grande Cisma do Oriente (325 - 1054)

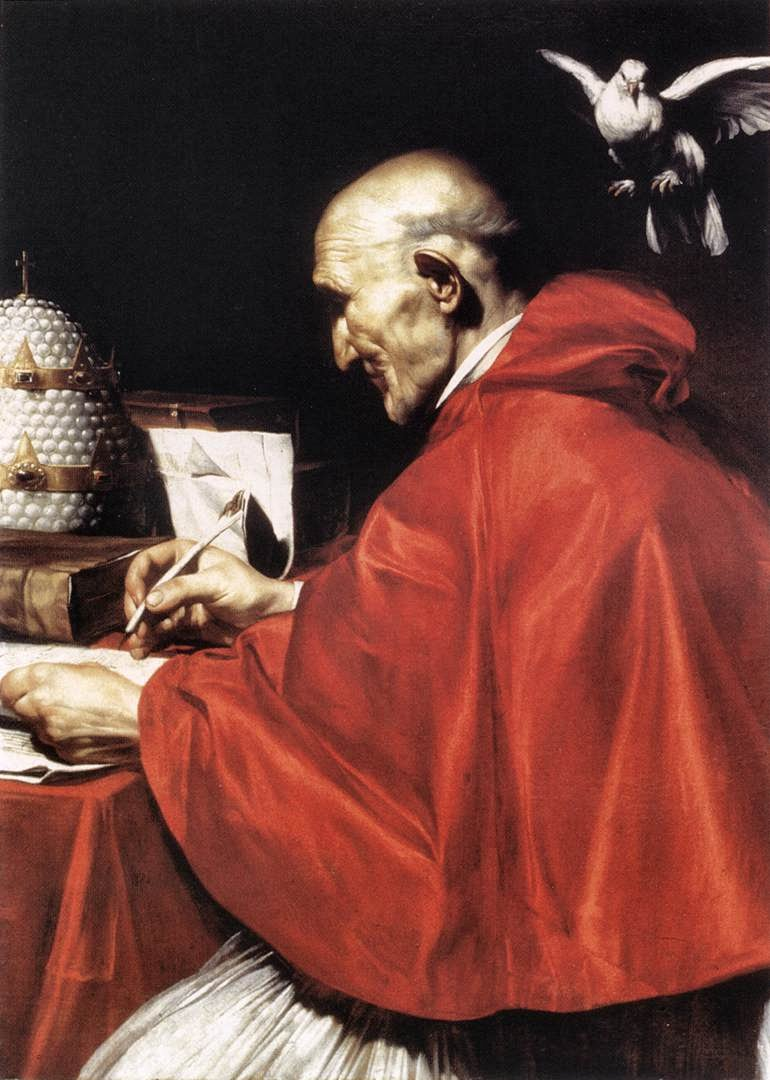
Papa Gregório, o Grande (c 540-604) que estabeleceu temas medievais na Igreja. por Carlo Saraceni, pintura de 1610, Roma.

Com a publicação da Édito de Milão em 313 foi concedido liberdade para todas as religiões no Império Romano, iniciando-se a Paz na Igreja. Em 325 o Primeiro Concílio de Niceia condena o arianismo, e dogmatiza o trinitarismo, oficializando também em seu cânon sexto os poderes especiais de Roma, assim como Alexandria e Antioquia. Os papas foram grandes defensores da fé trinitária, como Libério, exilado em Bereia pelo imperador Constâncio II (r. 337–361), devido a sua posição nessa matéria, e Dâmaso I que depôs diversos bispos relacionados ao arianismo.
Em 380 a religião católica foi declarada como religião de estado exclusiva do Império Romano. Enquanto no Oriente o poder civil controlou a Igreja e o bispo de Constantinopla baseava seu poder no fato de ser bispo da capital e por ser um homem de confiança do imperador, no Ocidente o bispo de Roma pôde consolidar a influência e o poder que já possuía. Após a queda do Império Romano do Ocidente, as tribos bárbaras se converteram ao arianismo ou ao catolicismo, quando o rei franco Clóvis I (r. 481–511) converteu-se ao catolicismo, aliando-se assim com o papado e os mosteiros, outras tribos como os visigodos seguiram seu exemplo.
São Gregório Magno (c 540-604) é um Papa que representa teologicamente a mudança da perspectiva clássica para a medieval, seus escritos tratam sobre demonologia, angelologia, escatologia e etc. Gregório também iniciou reformas administrativas e organizou missões para evangelizar a Grã-Bretanha. No século VIII a iconoclastia (destruição de imagens religiosas), patrocinada pelos imperadores bizantinos, tornou-se um conflito entre os papas e a Igreja Oriental. Nessa mesma época, buscando proteção contra os lombardos, o Papa Estevão II apelou para os francos para proteger a Igreja, Pepino, o Breve subjugou os lombardos e doou terras italianas ao papa, formando os Estados Pontifícios. Quando o Papa Leão III coroou Carlos Magno (800), os próximos imperadores passaram a ser ungidos por um papa, como demonstração de fidelidade e respeito a Igreja.
No século X os papas envolveram-se em lutas com diversas fações políticas, e em alguns casos foram assassinados ou depostos. Do século V ao XI foram numerosas as rupturas seguidas de reconciliação entre as igrejas do Ocidente e Oriente, provocadas por diferenças entre elas tais como a processão do Espírito Santo (cláusula Filioque), o governo eclesiástico (pentarquia e primazia papal), o celibato clerical, o purgatório e outras questões doutrinárias e disciplinares. Em 1054, os legados romanos do Papa Leão IX viajaram para Constantinopla para insistir no reconhecimento da primazia papal, mas o patriarca de Constantinopla se recusou a reconhecer a autoridade papal e se excomungaram mutuamente. Posteriormente a este acontecimento, a separação entre Ocidente e Oriente se desenvolveu quando todos os outros patriarcas orientais apoiaram Constantinopla, dando origem ao Grande Cisma.

### Baixa Idade Média

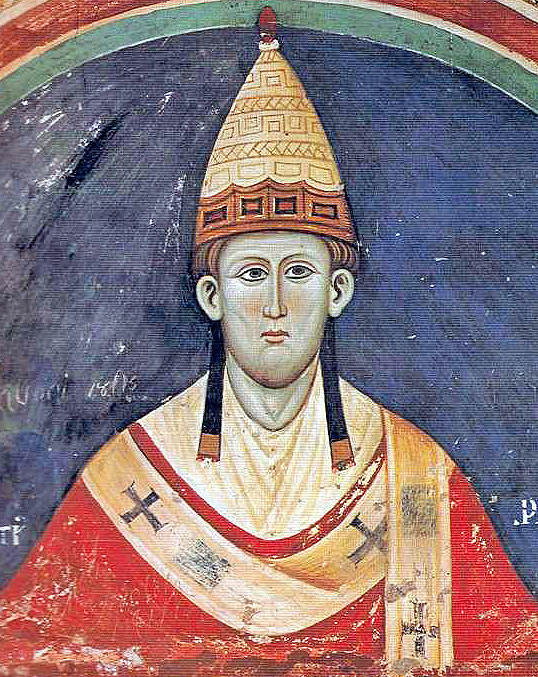
Papa Inocêncio III (1198-1216), o homem mais importante da Europa no século XIII.Afresco no mosteiro beneditino de Subiaco, Lácio, em torno de 1219.

A partir do século VII passou a ser comum que as monarquias e a nobreza europeias fundassem igrejas e fizessem as investiduras (nomeações) ou deposições dos clérigos dos seus estados e feudos, visando seus interesses pessoais e causando a corrupção clerical. Esta prática tornou-se frequente porque muitas vezes os prelados também eram governantes seculares e participantes da vida pública. Para combater esta e outras práticas que corromperam a Igreja, entre os anos 900 e 1050 surgiram centros de reforma eclesiástica, sendo o mais importante a Abadia de Cluny, que espalhou os seus ideais por toda a Europa. Este movimento de reforma ganhou mais força com a eleição do Papa São Gregório VII em 1073, que adotou uma série de medidas no movimento conhecido como Reforma Gregoriana, com o objetivo de lutar radicalmente contra a simonia e os abusos do poder civil e tentar restaurar a disciplina eclesiástica, incluindo o celibato clerical.
O conflito entre os papas e os governantes seculares autocráticos, como o sacro imperador romano-germânico Henrique IV (r. 1084–1105) e o rei Henrique I de Inglaterra (r. 1100–1135), conhecido como questão das investiduras, só foi resolvido em 1122, pela Concordata de Worms, que decretou que caberia ao papa a investidura espiritual dos prelados e aos governantes seculares a investidura temporal. Pouco depois, o Papa Alexandre III começa as reformas que levariam ao estabelecimento do direito canônico. No século XIII, por sua vez, papas como Inocêncio III se tornam os homens mais importantes da Europa, e influenciam decisivamente reis e imperadores, defendendo a Igreja e a moralidade católica, como a indissolubilidade do matrimônio.
Desde o início do século VII exércitos islâmicos do Califado haviam conquistado grande parte do sul do mar Mediterrâneo, e representavam uma ameaça para a cristandade, assim em 1095, o imperador bizantino Aleixo I Comneno (r. 1081–1118) pediu ao Papa Urbano II para ajudá-lo militarmente contra as invasões muçulmanas, Urbano no concílio de Clermont convoca a Primeira Cruzada, que se estenderia até a Nona, destinadas a auxiliar o Império Bizantino a retomar os antigos territórios cristãos, especialmente Jerusalém. Para regulamentar a maneira como a Igreja lidava com os hereges, em 1233, o Papa Gregório IX instituiu a Inquisição Papal.

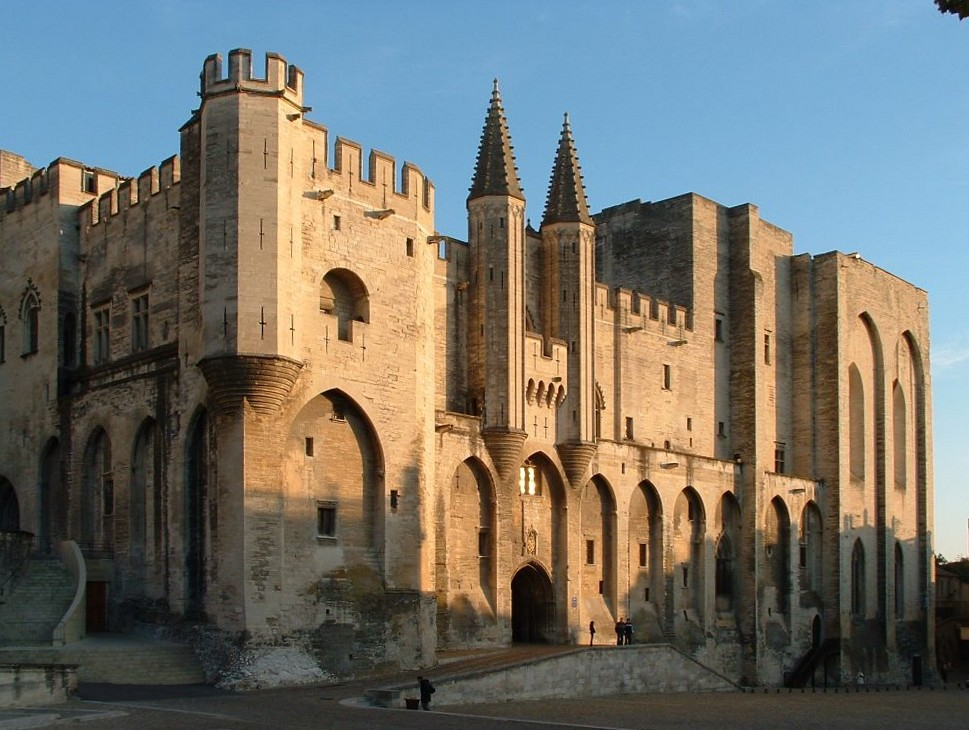
O Palácio dos Papas em Avinhão, uma das maiores e mais importantes construções góticas medievais, e a sede do papado no século XIV.

De 1309 a 1377 os papas não residiam em Roma, mas em Avinhão, nesse período houve uma significativa transformação na organização da Igreja, com a facilitação da centralização de serviços e a adaptação do seu funcionamento às necessidades pontifícias, permitindo criar uma eficaz administração. Quando os papas voltaram a Roma, um antipapa foi instalado em Avinhão, culminando no Grande Cisma do Ocidente (1378-1417), posteriormente a divisão foi resolvida com a eleição do Papa Martinho V. O prestígio da Santa Sé foi profundamente afetado com esta crise, o que causou a criação da doutrina conciliar, que sustenta que a autoridade suprema da Igreja se encontra nos concílios ecumênicos e não no papa, sendo efetivamente extinta no século XV.
Durante o Renascimento italiano os papas patrocinaram e incentivaram artistas e intelectuais, tornando-se importantes mecenas, tais como o Papa Júlio II e o Papa Leão X, que contrataram artistas como Leonardo da Vinci e Michelangelo. Nessa época a simonia e o nepotismo foi muito difundido entre as principais lideranças da Igreja, como consequência, homens ricos e mundanos como Rodrigo Borgia (Papa Alexandre VI) puderam ser eleitos para o papado.

### Idade Moderna e Contemporânea

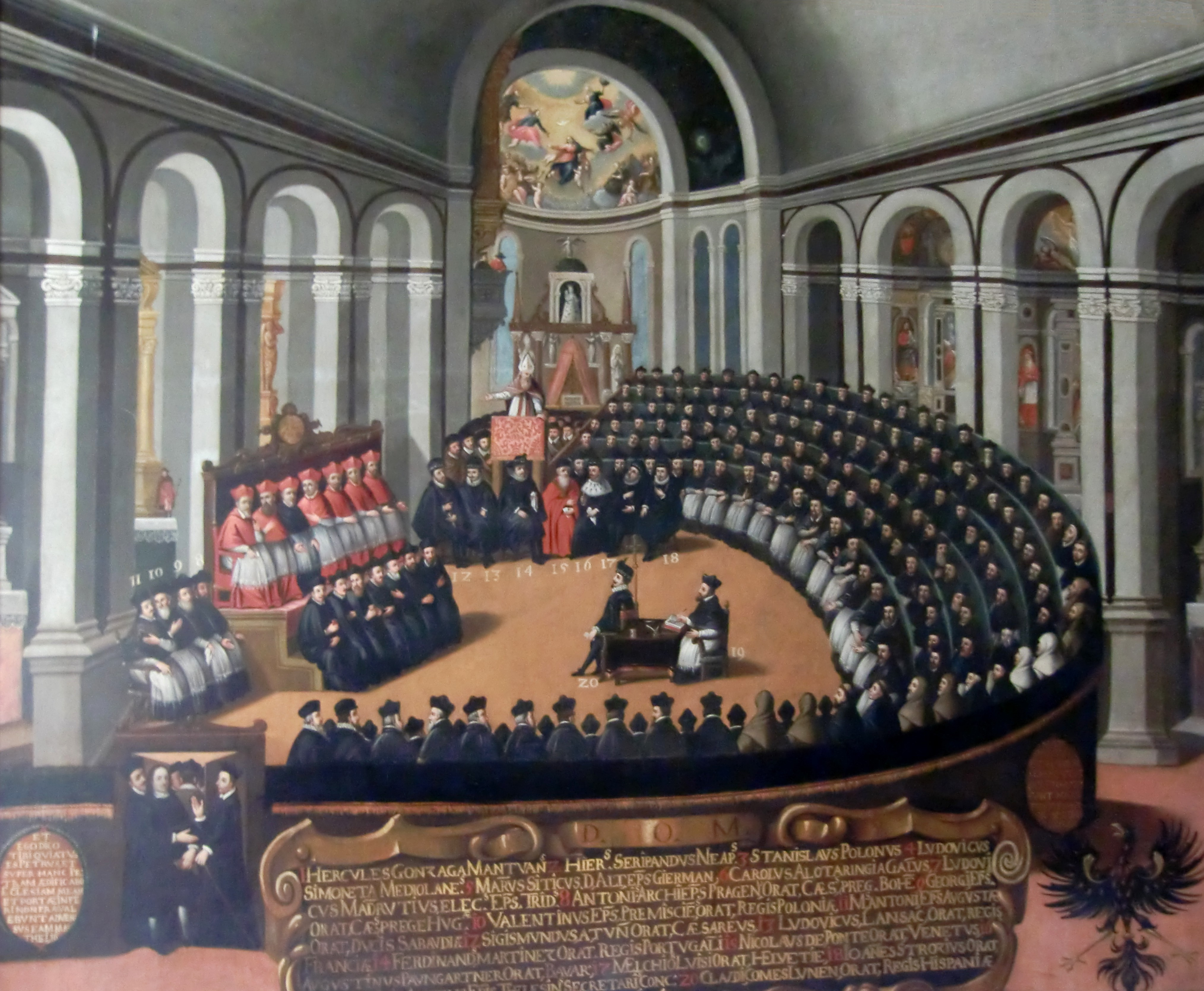
O Concílio de Trento na Basílica de Santa Maria Maggiore; nos assentos na extrema direita estão os cardeais, representantes do papa, presidindo-o. O Concílio de Trento e a Reforma foram comandadas pelos papas. Museo do Palácio de Buonconsiglio, Trento.

A Reforma Protestante, iniciada a partir de 1517, desconsiderou e combateu diversas doutrinas e dogmas católicos, e provocou um dos maiores cismas do cristianismo. Como retaliação os papas instituíram a Reforma Católica (1560-1648), que lutou contra as contestações protestantes e instituiu várias reformas internas e clarificações doutrinais. O evento mais significativo da reforma católica foi a convocação do Concílio de Trento (1545-1563), pelo Papa Paulo III (1534-1549).
Durante as reformas religiosas, missionários e exploradores europeus, espalharam o catolicismo para a América, Ásia, África e Oceania, sendo as missões evangelizadoras patrocinadas pelos papas, através de novas instituições reformadas, como a Companhia de Jesus e a Congregação de Propaganda Fidei. Os pontífices também tiveram um papel importante na Colonização das Américas, como por exemplo, o Papa Alexandre VI, que dividiu os direitos e as terras recém-descobertas entre Espanha e Portugal. As monarquias europeias absolutistas porém, instauraram nas recém descobertas colônias, o sistema do padroado, em que as autoridades estaduais controlavam compromissos clericais, e o contato direto com a Santa Sé e o papado não era permitido. Mesmo assim os papas tentaram conter os abusos cometidos contra os índios por exploradores e conquistadores, condenando a escravidão, tais como Urbano VIII (1623-1644), e Bento XIV (1740-1758).
No século XVII, após a ascensão de Napoleão Bonaparte e a eclosão das Guerras Napoleônicas, os Estados Pontifícios foram ocupados e extintos pela França, as revoltas do povo romano contra os franceses foram esmagadas e o Papa Pio VII preso em Savona e depois na França. Com o Congresso de Viena, os Estados Pontifícios foram recriados, e extintos novamente em 1870 por Vitor Emanuel II, no âmbito da unificação da Itália, iniciando-se a Questão Romana. No mesmo ano o Concílio Vaticano I proclamou o primado e infalibilidade papal como dogma.
No século XIX em resposta as inúmeras adversidades sociais, o Papa Gregório XVI, desafiando a soberania espanhola e portuguesa, nomeia seus candidatos próprios como bispos nas colônias, e em 1839 por meio da bula In Supremo Apostolatus condena a escravidão e o tráfico de escravos, e aprova a ordenação de um clero autônomo, apesar do racismo do governo. O Papa Leão XIII em refutação a Revolução Industrial, publicou em 1891 a encíclica Rerum Novarum, estabelecendo a doutrina social da Igreja em que rejeitava o socialismo, mas que defendia a regulamentação das condições de trabalho, o estabelecimento de um salário mínimo e o direito dos trabalhadores de formar sindicatos.

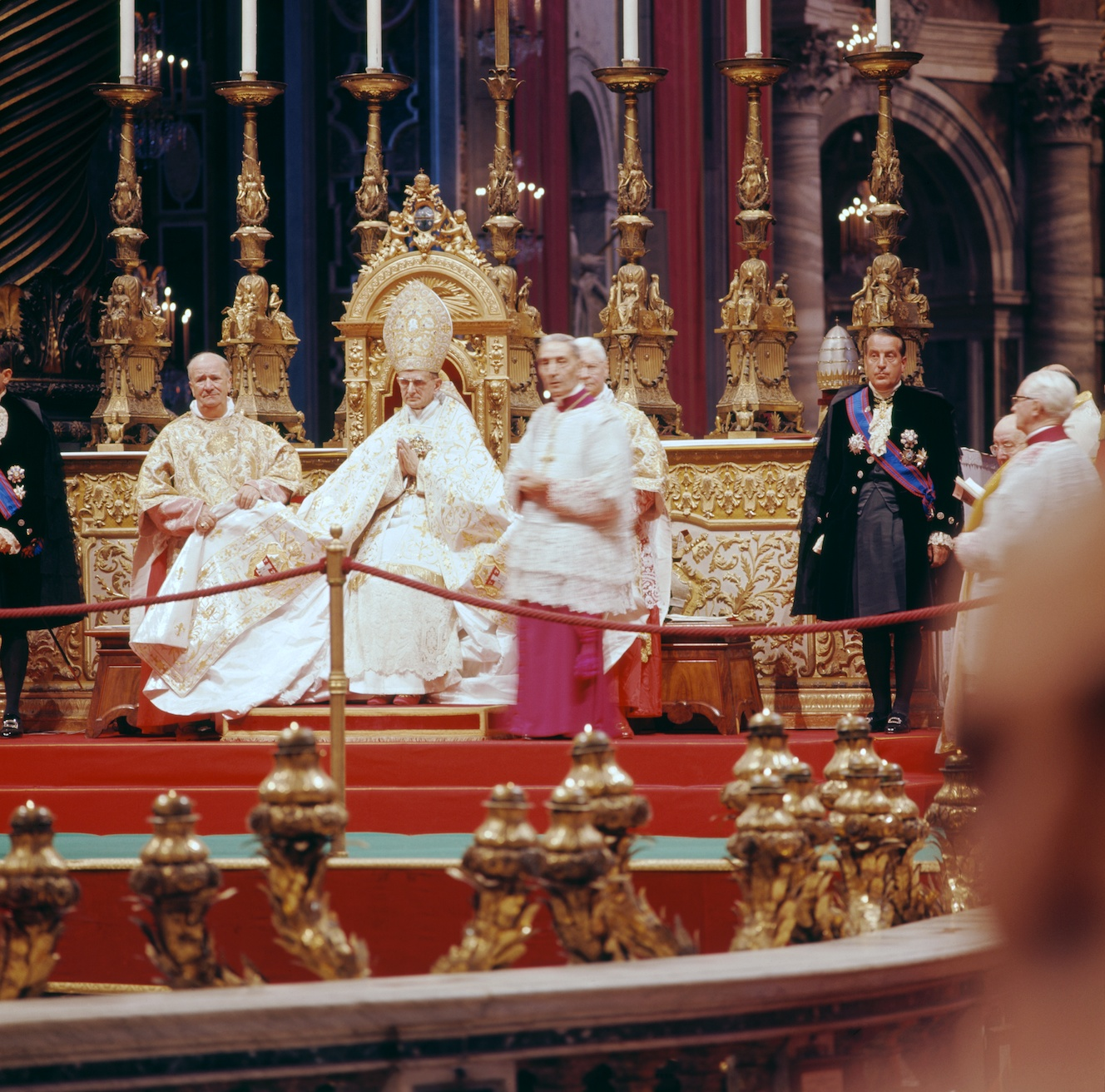
O Papa Paulo VI, durante a abertura de uma das sessões do Concílio Vaticano II, na Basílica de São Pedro, em 1965. Paulo VI encerrou o concílio e implantou suas reformas.

Em 1929, o Tratado de Latrão assinado entre a Itália e o Papa Pio XI estabeleceu a independência do Vaticano, como cidade-estado soberana sob controle do papa, utilizada para apoiar sua independência política. Depois de violações da Reichskonkordat de 1933, que havia garantido a Igreja na Alemanha nazista alguma proteção e direitos, o Papa Pio XI emitiu em 1937 a encíclica Mit brennender Sorge, que condenou publicamente a perseguição da Igreja pelos nazistas e sua ideologia de neopaganismo e superioridade racial. Depois que a Segunda Guerra Mundial começou em setembro de 1939, a Igreja condenou a invasão da Polônia e as subsequentes invasões nazistas de 1940. No Holocausto, o Papa Pio XII dirigiu a hierarquia da Igreja para ajudar a proteger os judeus dos nazistas. 
O Concílio Vaticano II, reunido na década de 1960, intentou modernizar o papel e a ação da Igreja na sociedade. Após a sua conclusão, o Papa Paulo VI e seus sucessores, especialmente o Papa João Paulo II, passaram a ser conhecidos como os "papas peregrinos", viajando para diversas partes do mundo e dedicando-se além da defesa da fé cristã, ao ecumenismo, ao diálogo inter-religioso, a trabalhos de caridade e a defesa dos direitos humanos.

## Eleição, morte e abdicação

### Eleição

#### História

A coroação do Papa Paulo VI, pelo Cardeal Alfredo Ottaviani, em 1963. Esta foi a última coroação papal.

O papa originalmente foi eleito pelo clero e povo de Roma, com uma participação dos bispos das cidades próximas. A partir de 1059, a eleição foi reservada ao Colégio dos Cardeais da Igreja Romana. O Papa Urbano VI, eleito em 1378, foi o último papa que não foi um cardeal no momento de sua eleição. Tradicionalmente a votação foi conduzida por aclamação, por seleção (em comissão) ou por votação em plenário. A aclamação foi o procedimento mais simples, em que todos os eleitores presentes por unanimidade proclamam em voz alta o nome do candidato, e foi utilizada pela última vez em 1621. Quando um leigo ou não bispo era eleito, ele recebia imediatamente a consagração episcopal antes de assumir o pontificado. O Papa João Paulo II aboliu a votação por aclamação e por meio da seleção por comissão, assim, todos os papas serão eleitos por votação integral do Colégio dos Cardeais por cédula eleitoral.
Até 1978, alguns dias após a eleição do papa, era realizada sua coroação, em que ele era levado em procissão para a Basílica de São Pedro na sede gestatória, onde após uma Solene Missa Papal, ele era coroado com a tiara e pronunciava pela primeira vez a bênção Urbi et Orbi ("Para a cidade [de Roma] e para o Mundo"). Tornou-se também famoso a parte da coroação em que um mestre de cerimônias ficava de joelhos diante do papa, queimando uma mecha de estopa e dizendo três vezes consecutivas, em voz alta "Sancte Pater, sic transit gloria mundi!" ("Santo Padre, assim passa a glória mundana!"). Estas palavras serviam como um lembrete da natureza transitória da vida e das honras terrenas.
Durante a história, os papas foram em sua maioria italianos. Antes da eleição do cardeal polonês Karol Wojtyla como o Papa João Paulo II, em 1978, o último pontífice não italiano foi o Papa Adriano VI da Holanda, eleito em 1522. João Paulo II foi seguido pelo alemão Joseph Ratzinger (que escolheu o nome de Bento XVI), pelo argentino Jorge Mario Bergoglio (que escolheu o nome de Francisco), e pelo estadunidense Robert Francis Prevost (que escolheu o nome de Leão XIV), demonstrando que possivelmente a eleição de papas majoritariamente italianos acabou.

#### Procedimentos atuais

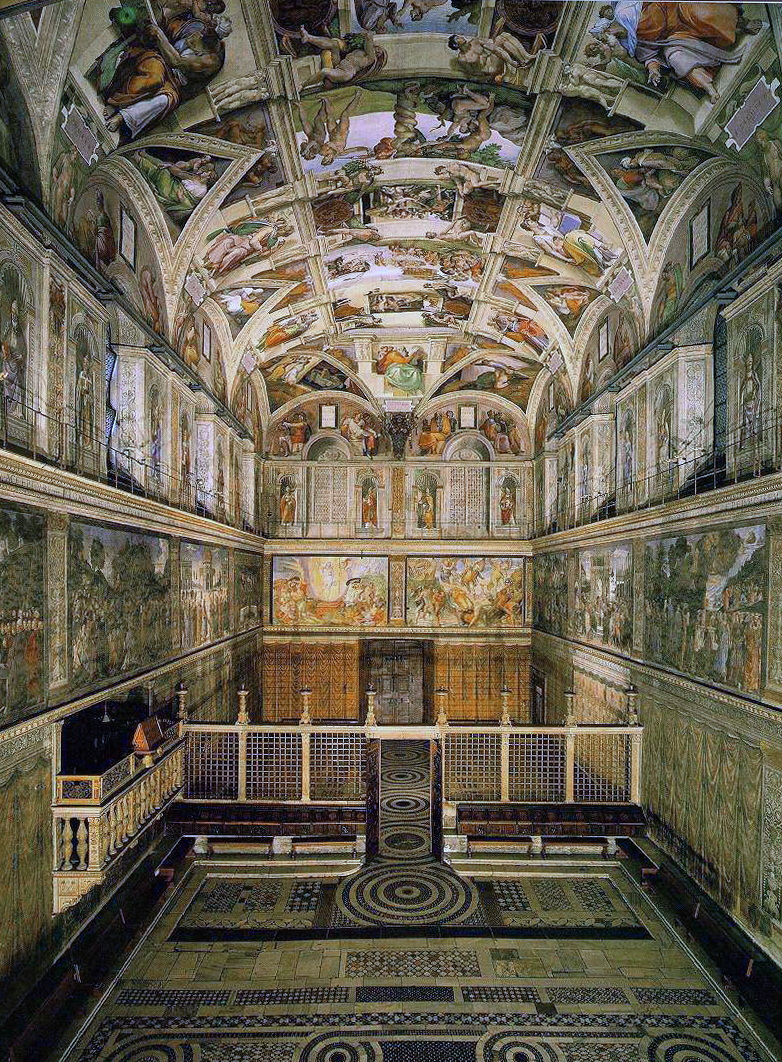
Capela Sistina, local onde acontecem as votações do conclave.

Os atuais regulamentos sobre a eleição pontifícia foram promulgados pelo Papa João Paulo II em seu documento de 1996 Universi Dominici Gregis. O período entre a morte de um papa e a eleição de seu sucessor é denominado de sede vacante ("sede vaga"). Durante a "sede vacante", o Colégio dos Cardeais, composto pelos conselheiros principais do papa e seus assistentes, é coletivamente responsável pelo governo da Igreja e do Vaticano, sob a direção do Camerlengo. No entanto, é proibido especificamente que os cardeais introduzam qualquer inovação no governo da Igreja durante este período. Qualquer decisão que exija o parecer do papa tem que esperar até sua eleição.

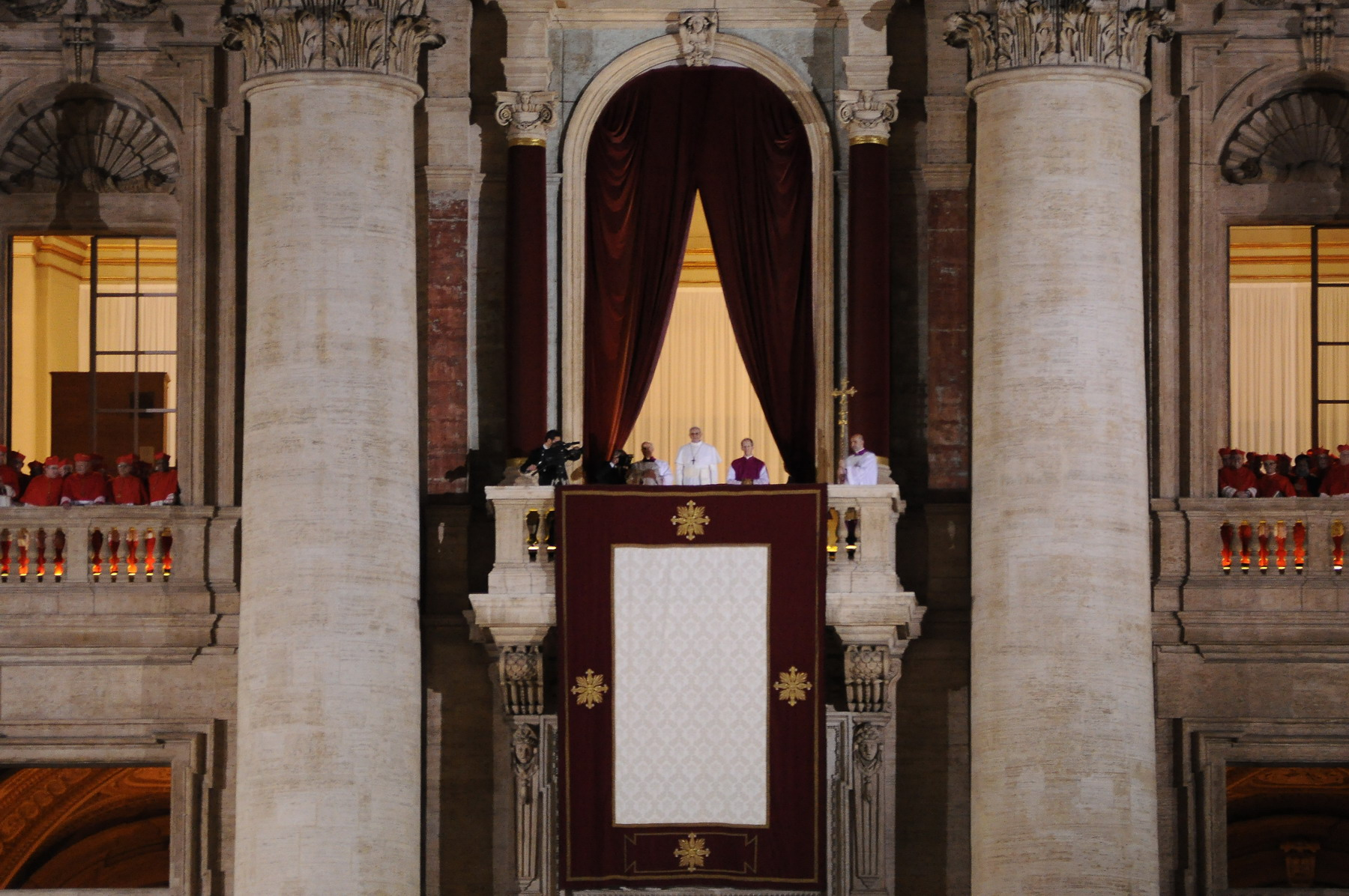
Primeira aparição do Papa Francisco após o conclave que o elegeu em 2013. Minutos antes, o cardeal protodiácono proferiu a tradicional fórmula "habemus papam", anunciando ao mundo o nome do sucessor de São Pedro.

A reunião de cardeais para eleger o papa é denominada de "conclave" (assim chamada porque os eleitores estão trancados cum clave [com chaves] até se eleger um novo papa), ocorrendo na Capela Sistina. Três cardeais são escolhidos por sorteio para coletar os votos dos cardeais eleitores ausentes (por motivo de doença), outros três para contar os votos e outros três para fiscalizar sua contagem. As cédulas são distribuídas e cada cardeal eleitor escreve o nome de sua escolha sobre ele e promete em voz alta que é "aquele que em Deus eu acho que deveria ser eleito" antes de dobrar e depositar seu voto em um prato em cima de um cálice grande colocado sobre o altar (no conclave de 2005 uma urna especial foi utilizada para este fim, em vez do cálice e do prato). O prato é então utilizado para que o voto caia no cálice, o que torna difícil para qualquer eleitor inserir cédulas múltiplas. Antes de ser lido, o número de votos é contado, enquanto ainda dobrado, se o número total de cédulas não corresponder ao número de eleitores, as cédulas são queimadas e uma nova votação é realizada. Caso contrário, cada voto é lido em voz alta pelo Cardeal Camerlengo, que perfura a cédula com uma agulha e linha, amarrando todas as cédulas em conjunto, garantindo precisão e honestidade. Assim são realizadas votações contínuas até que um Papa seja eleito por uma maioria de dois terços. 
Uma vez que os votos são contados e unidos, são queimados em um forno especial na Capela Sistina, com a fumaça escapando através de uma chaminé visível da Praça de São Pedro. As cédulas de uma votação indecisa são queimadas junto com um composto químico para produzir fumaça negra; quando a votação é bem-sucedida, as cédulas são queimadas sozinhas, emitindo fumaça branca, anunciando assim a eleição de um novo papa. O Decano do Colégio dos Cardeais, em seguida, se dirige ao cardeal eleito perguntando: "Aceitas a tua eleição canônica para Sumo Pontífice?" Se ele responde "Accepto" (Aceito), ele se torna canonicamente papa naquele instante, caso ele rejeite, uma nova votação é feita. Em seguida o Decano perguntará como ele quer ser chamado, e o novo pontífice então escolhe um nome papal para si.
Os cardeais então se ajoelham e oferecem sua obediência ao novo papa, que em seguida é conduzido para a Capela Paulina para vestir a batina branca papal. Em seguida na "Sacada das Bençãos" na fachada da Basílica de São Pedro o Cardeal-Protodiácono diz a proclamação Habemus Papam, em que anuncia o nome de batismo do novo papa, juntamente com seu nome papal, e então o novo papa aparece no mesmo local e concede a bênção Urbi et Orbi.

### Morte

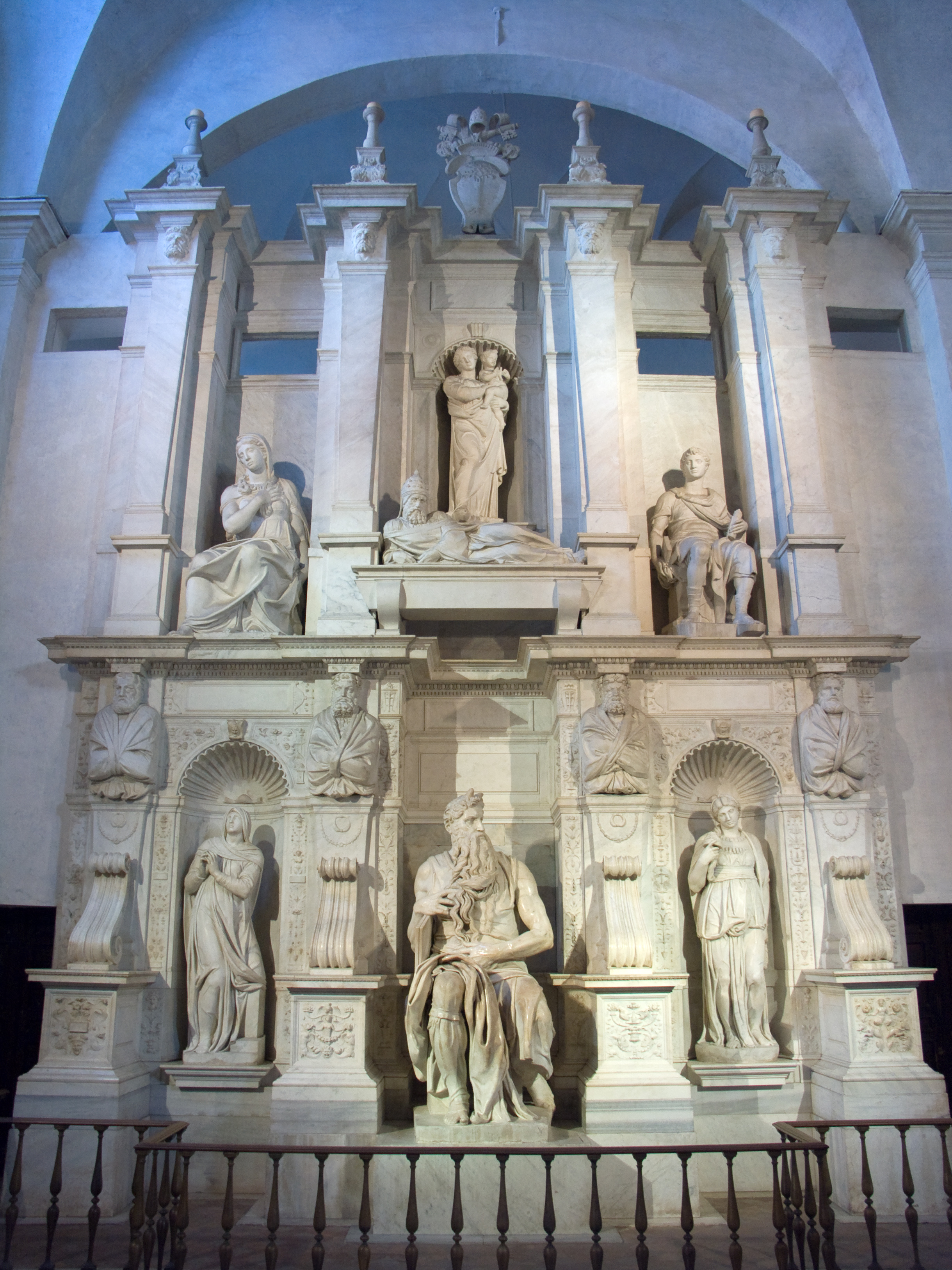
O "túmulo do Papa Júlio II" de Michelangelo, em San Pietro in Vincoli, uma das tumbas papais mais famosas da história, com a notória estátua de Moisés na base.

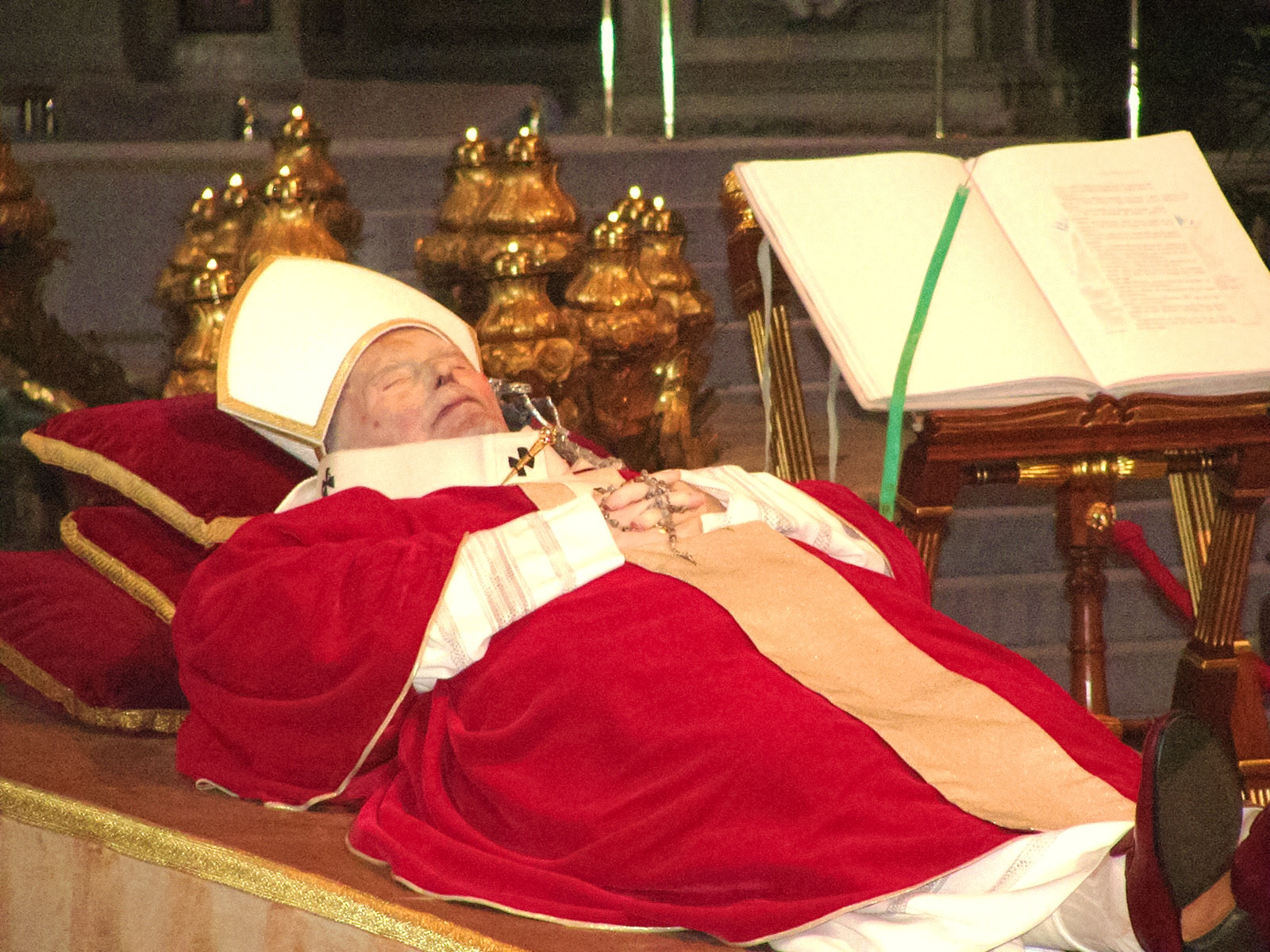
Funeral do Papa João Paulo II na Basílica de São Pedro em 2005.

Nos últimos séculos é tradição que quando o Papa morre, o Cardeal Camerlengo confirma a morte cerimonialmente batendo três vezes um sino, chamando seu nome de nascimento cada vez. Este costume não foi seguido na morte do Papa João Paulo I e provavelmente não foi realizado na morte do Papa João Paulo II. Atualmente é exigido apenas que o Camerlengo declare a morte do Papa na presença do Mestre de Celebrações Litúrgicas Pontifícias, e do Secretário e Chanceler da Câmara Apostólica. O Cardeal Camerlengo, em seguida, recupera o Anel do Pescador usado pelo Papa, que é posteriormente destruído na presença do Colégio dos Cardeais. A tradição teve origem para evitar a falsificação de documentos, mas hoje é meramente um símbolo do fim do pontificado do papa.
Os cardeais deverão tomar providências em relação ao sepultamento do Papa, que tradicionalmente ocorrerá dentro de 4-6 dias após sua morte, dando tempo aos peregrinos para ver o pontífice morto, e é seguido por período de nove dias de luto (conhecido como novemdiales, expressão latina para "nove dias"). O corpo do papa passará por um processo para sua preservação e conservação, um tipo de "mumificação", após as cerimônias ele será depositado em um sarcófago, mantendo o corpo inteiramente conservado em um ambiente livre de fungos decompositores.
A maioria dos túmulos papais existentes estão localizados na Basílica de São Pedro, e outras grandes igrejas de Roma (em especial a Basílica de São João de Latrão, Santa Maria sopra Minerva e Santa Maria Maggiore), ou outras catedrais e igrejas da Itália, França e Alemanha. Cerca de 100 túmulos papais existem pelo menos parcialmente, o que representa menos da metade dos 265 papas falecidos. De São Pedro até João Paulo II, diversas tumbas foram destruídas por incêndios, reformas nas igrejas e transferência incorreta de seus restos mortais. O estilo das tumbas papais evoluiu consideravelmente ao longo da história, seguindo as tendências e o desenvolvimento dos monumentos da igreja. Notáveis túmulos papais foram feitos por escultores como Michelangelo, Gian Lorenzo Bernini, e Alessandro Algardi.

### Abdicação

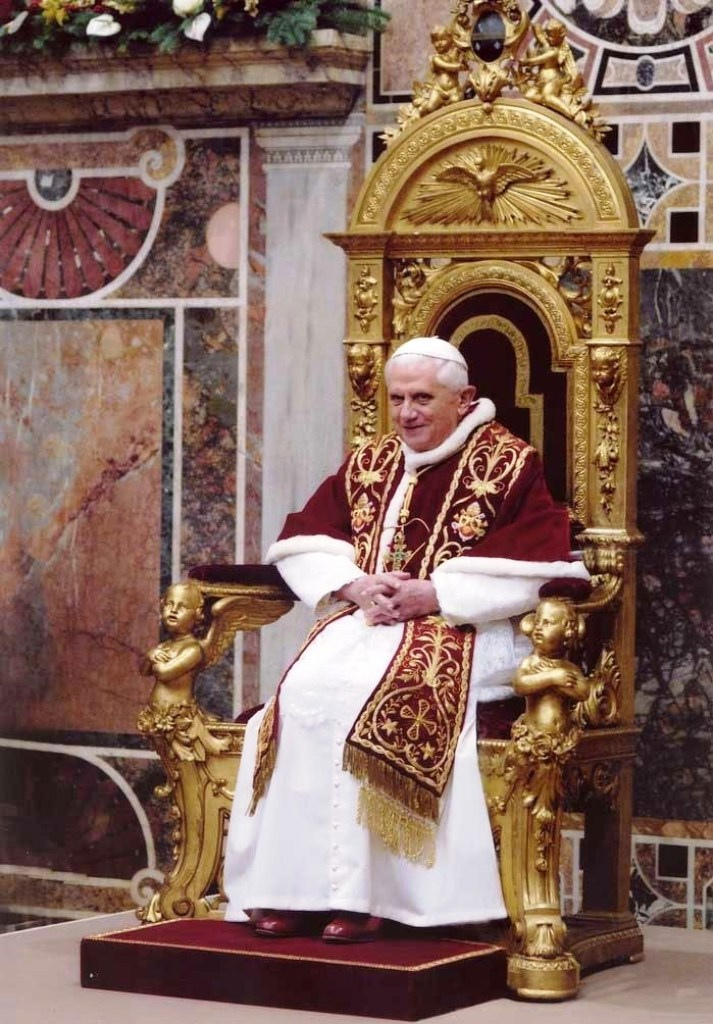
Papa Bento XVI, o último a renunciar ao ministério petrino.

A abdicação do papa é possibilitada no cânon 332 §2 do Código de Direito Canônico e no cânon 44 §2 do Código de Direito Canônico das Igrejas Orientais. As únicas condições para a validade da renúncia são de que sejam realizadas livremente e manifestadas adequadamente. O direito canônico não especifica qualquer indivíduo ou entidade a quem o Papa deve manifestar a sua abdicação, deixando, talvez, em aberto a possibilidade de fazê-lo à Igreja ou ao mundo em geral. Mas alguns analistas sustentam que o colégio de cardeais, ou pelo menos seu Decano, deve ser informado, já que os cardeais devem estar absolutamente convencidos de que o Papa renunciou para que possam proceder validamente para eleger seu sucessor.
Na Idade Contemporânea, o único papa que abdicou foi Bento XVI, em 2013, tornando-se assim "Papa Emérito". Antes dele, o exemplo mais conhecido de renúncia de um Papa é a de Celestino V em 1294. Em junho e julho de 2002 correram boatos de que João Paulo II poderia abdicar devido à sua saúde frágil, no entanto ele morreu como papa em 2005.

## Títulos
Os títulos do Bispo de Roma constituem um direito de honra e são considerados pela Igreja Católica como divinamente instituídos, uma verdade revelada aos apóstolos e transmitida no curso da história. A lista oficial de títulos, ditadas pelo Anuário Pontifício em 2009 é: “Bispo de Roma, Vigário de Jesus Cristo, Sucessor do Príncipe dos Apóstolos, Sumo Pontífice da Igreja Universal, Primaz da Itália, Arcebispo Metropolitano da Província Romana, Soberano do Estado da Cidade do Vaticano, Servo dos Servos de Deus”.

### Papa

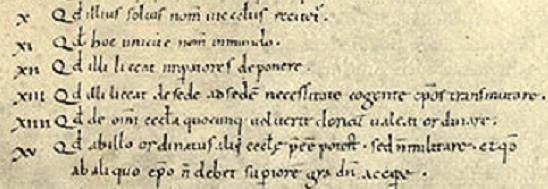
Manuscrito nos Arquivos do Vaticano do Dictatus Papae, um documento sobre a autoridade papal, do século XI, que registra o processo histórico pelo qual, o título "Papa" passou a ser usado apenas pelo Bispo de Roma. Em sua proposição XI, ele diz: «Quod hoc unicum est nomen in mundo» («Que este nome [Papa] é único no mundo»).

O termo "Papa" é o título mais famoso e associado ao Bispo de Roma, sendo usado no protocolo, documentos e assinaturas. Desde o início do século III o título era utilizado como uma expressão de afetuosa veneração tanto para o Bispo de Roma, quanto para os outros bispos do Ocidente. No Oriente inicialmente era usado para sacerdotes, e posteriormente é reservado apenas para o Patriarca de Alexandria.
No fim do século IV a palavra Papa aplicada ao Bispo de Roma começa a exprimir mais do que afetuosa veneração, tende a tornar-se um título específico, tornando-se no século VI firmemente associada aos bispos de Roma, até que no século XI, passa a ser utilizada somente por eles. O termo "papado" (papatu), origina-se apenas em torno do século XII, para referir-se exclusivamente ao sistema eclesiástico governamental do papa.

### Vigário de Cristo

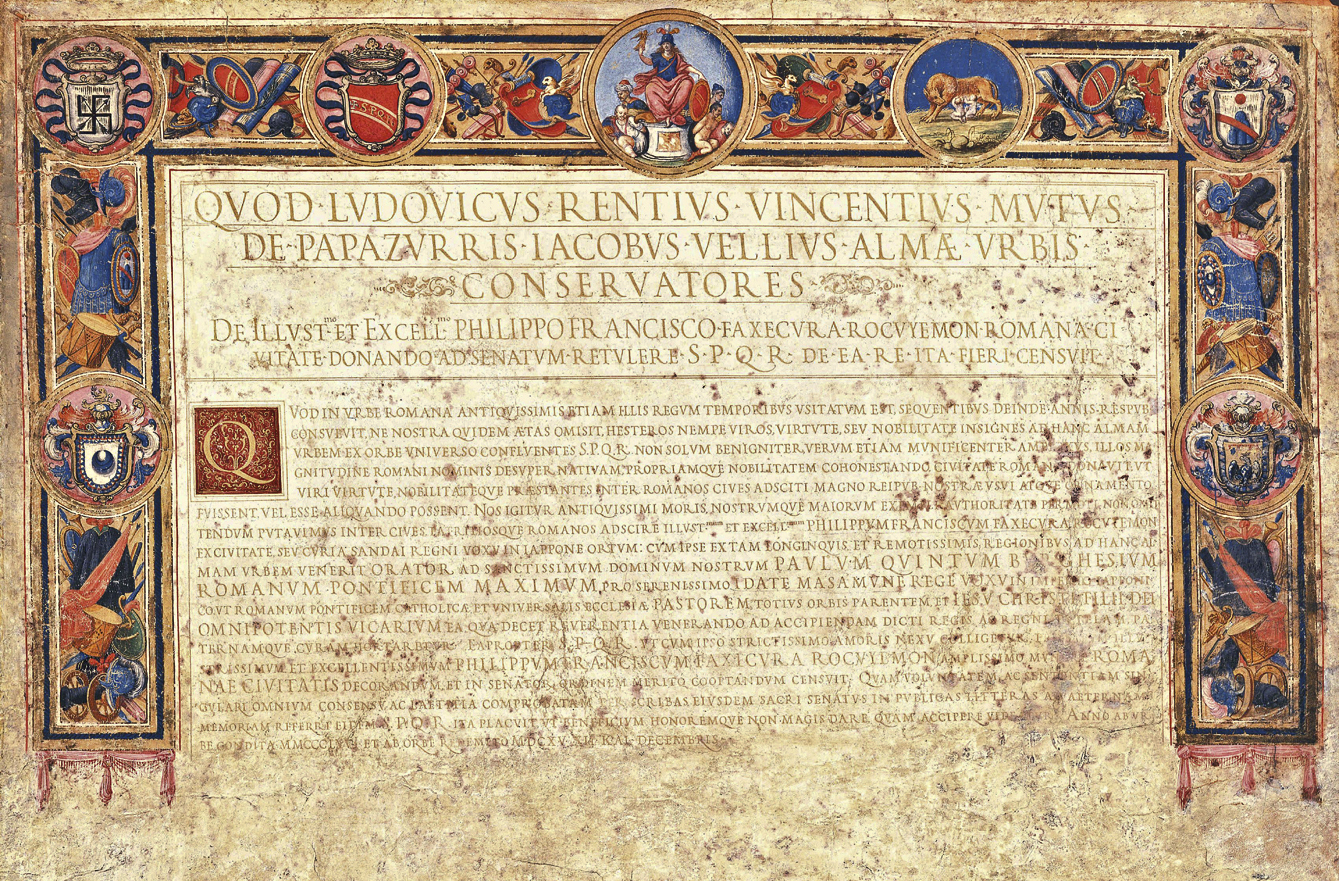
Documento emitido pelo Senado Romano em 1615 que concede o título honorário de cidadão romano a Hasekura Tsunenaga, em que o papa é descrito como "Pontífice de Roma e Pastor da Igreja Católica Universal, pai de todo o mundo, e Vigário de Jesus Cristo, Filho Onipotente de Deus". Museu de Sendai.

Vigário de Cristo (em latim: Vicarius Christi) é o título mais significativo do papa, implicando sua suprema e universal primazia. Baseia-se na promessa de Mateus 16:19 em que Cristo entrega a Pedro as chaves do reino dos céus. Em todos os países a chave é um símbolo de autoridade. Deste modo, para o catolicismo, as palavras de Cristo são uma promessa que Ele vai conferir a Pedro o poder de governar a Igreja em seu lugar, como seu vigário.
O primeiro registro de um título que reflete um papel do papa como "Vigário" consta em uma carta de 445, do Papa Leão I a Dióscoro de Alexandria, em que designa o Bispo de Roma como "vigário terreno dos sucessores de Pedro"; pouco tempo depois, em 495, os decretos de um sínodo denominam o Papa Gelásio I como "vigário de Cristo"; sendo que originalmente na Alta Idade Média existiam diversas variantes desse título, como “Vigário de Pedro” (Vicarius Petri), e outras. A designação de Vigário de Cristo para os papas tornou-se de uso regular a partir do século XIII, devido às reformas empregadas pelo Papa Inocêncio III. Atualmente o Concílio Vaticano II ensina que todos os bispos são "vigários e embaixadores de Cristo" nas suas próprias igrejas locais, enquanto o Papa é vigário de Cristo na Igreja Universal.
Com diferentes significados teológicos e seculares, o título também foi utilizado em uma observação pessoal por Tertuliano no século III para referir-se ao Espírito Santo e no cesaropapismo nos séculos V ao IX para referir-se a governantes e autoridades públicas, tais como reis, juízes e mais proeminentemente ao imperador bizantino.

### Pontífice
O termo "Pontífice" (Pontifex), cujas variações incluem "Romano Pontífice" ou "Pontífice Romano", "Supremo Pontífice", "Soberano Pontífice" e "Pontífice máximo", sendo a denominação oficial "Sumo Pontífice" (Summus Pontifex) ou mais completamente, "Sumo Pontífice da Igreja Universal" (Summus Pontifex Ecclesiae Universalis) é um dos títulos oficiais do Papa. Do adjetivo "Pontífice" foram formados os substantivos "pontifício" e "pontifical" (o primeiro referindo-se às cerimônias e instituições ligadas ao papa, e o segundo referindo-se aos bispos em geral). O termo Pontífice Máximo é comumente encontrado em inscrições em edifícios, pinturas, estátuas e moedas sobre os papas, sendo normalmente abreviado como "Pont Max" ou "P M". Todo papa também a partir de sua eleição, começa a contar um novo calendário em "Anos de Pontificado" ou "Anos Papais" (Anno Papalis - A.P.), que coexiste com o do calendário cristão, contado a partir do nascimento de Jesus Cristo em "Anos do Senhor" (Anno Domini - A.D.). O uso dessas duas datas podem ser vistas em vários monumentos de Roma, bem como em todos os decretos papais e alguns documentos da Igreja.

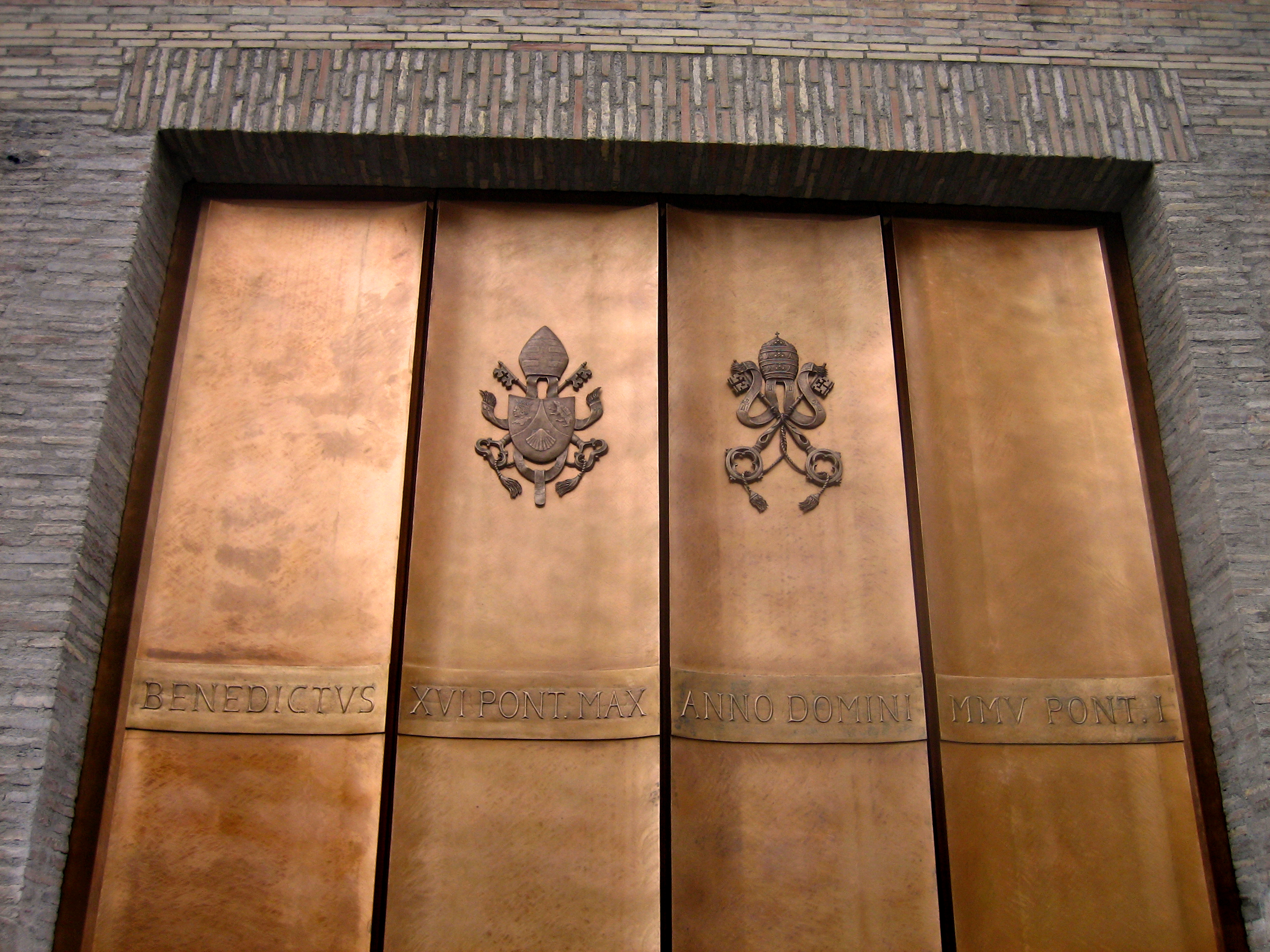
Uma porta na Cidade do Vaticano em que está escrito "Benedictus XVI Pont (ifex) Max (imus) Anno Domini MMV Pont (ificatus) I.", ou seja, "Bento XVI, Pontífice Máximo, no ano de Nosso Senhor de 2005, no primeiro ano de seu pontificado".

Na Vulgata em Hebreus 5, 1-4, diz-se que determinados sacerdotes seriam pontífices, pontífice significa literalmente "construtor de ponte" (pons + facere), ou sejam, os pontífices são simbolicamente os construtores da ponte entre Deus e os homens, o uso deste termo é justificado porque o pontífice é "(...) constituído a favor dos homens como mediador nas coisas que dizem respeito a Deus, para oferecer dons e sacrifícios pelos pecados.", ou seja, refere-se às funções sacras e evangelizadoras dos sacerdotes. O uso da expressão "sumo pontífice" para o papa é justificado pelo catolicismo nas palavras de Cristo a Pedro, em «Apascenta os meus cordeiros... Apascenta os meus cordeiros... Apascenta as minhas ovelhas» (João 21:15–17), assim Cristo confiou seu rebanho a Pedro, confiando-lhe as mais importantes funções sacerdotais, tornando-o sumo pontífice.
A origem do título é obscura. Originalmente, o título de "Pontifex" era uma palavra latina equivalente a "Sumo Sacerdote", como pode ser observado em sua tradução em outras línguas, como o grego. O termo em grego foi usado no texto da Septuaginta e pelos Apóstolos. Posteriormente, quando Jerônimo de Estridão traduziu a Bíblia para o latim, a Vulgata, o termo pontífice foi definitivamente usado para referir-se ao sumo sacerdote judeu. Uma vez que, segundo a doutrina católica, os bispos substituíram o encargo dos antigos sacerdotes bíblicos, desde o século V o título foi usado para descrever de forma elogiosa bispos notáveis, e após o século XI parece que o termo passou a ser utilizado apenas para os papas.
No que se refere individualmente ao termo pontífice máximo (em latim: pontifex maximus), era um título do imperador romano desde o reinado de Augusto (r. 27 a.C.–14 d.C.), e abdicado por Graciano (r. 367–383). Uma vez que os papas passaram a utilizar o título de pontífice máximo muito tempo depois, no século XV, não parece haver qualquer relação causal histórica imediata entre eles.

### Servo dos Servos de Deus

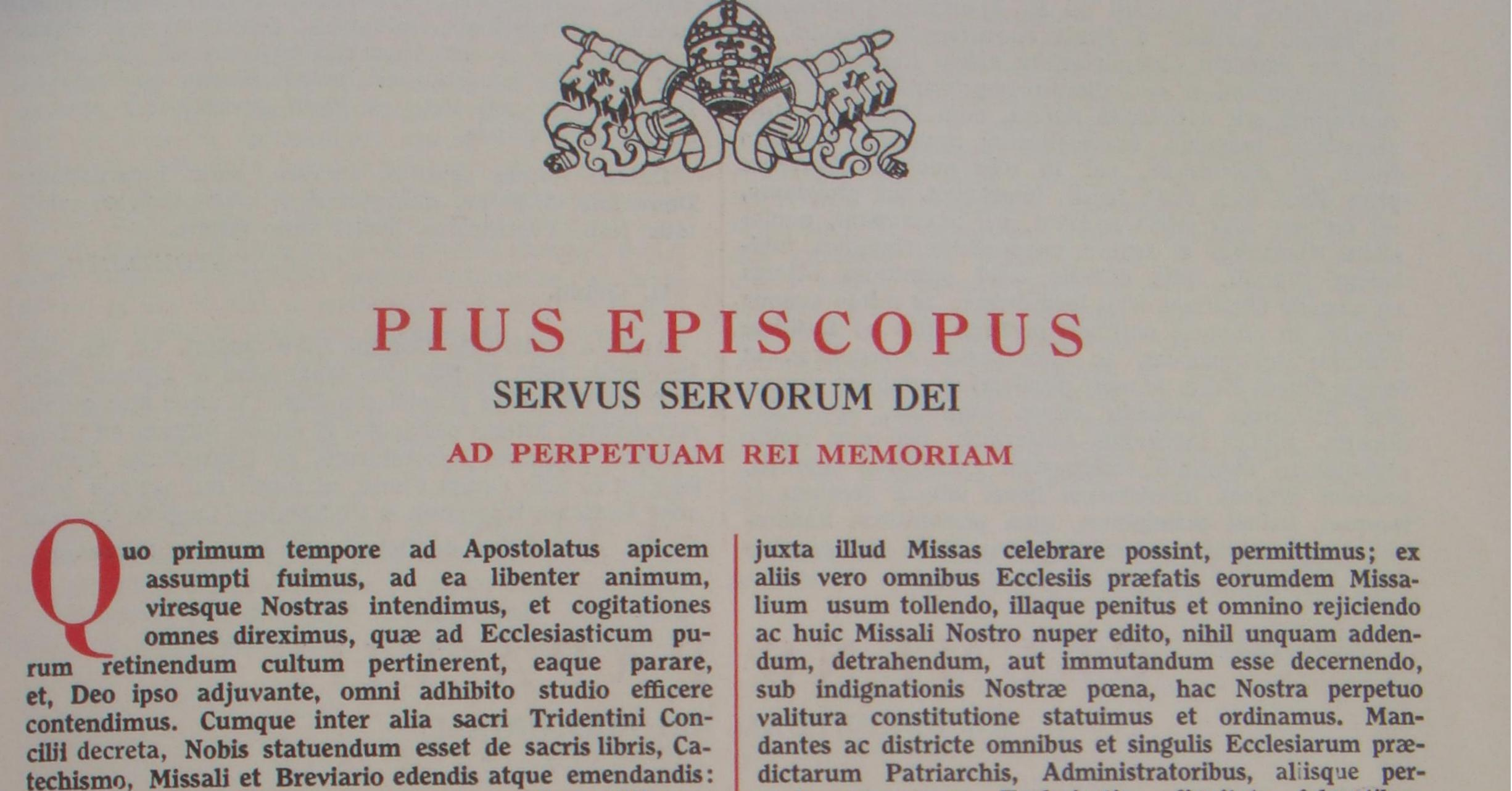
A bula Quo Primum Tempore de 1570, do Papa São Pio V publicado em um Missal Romano, de 1956. Logo abaixo do nome do papa, Pius Episcopus (Pio Bispo), está escrito o título Servus Servorum Dei. Todas as bulas papais iniciam desta forma.

O título de "Servo dos Servos de Deus" é uma referência à função e autoridade colegial do Papa, em que ele serve os demais bispos do mundo. Esse título é "o modelo e a norma para o ministério petrino exercido pelo papa. Implica dar testemunho de fé, supervisionar o modo como as igrejas locais preservam essa fé, dar ajuda e incentivo aos outros bispos em seu ministério local e universal de proclamar a fé, falar em nome dos bispos e suas igrejas locais e expressar a fé da Igreja em nome de todas as igrejas locais que juntas constituem a Igreja Universal. Em suma o ministério petrino é de um servo dos servos de Deus (...), um servo de seus irmãos bispos e de todo o povo de Deus". A justificativa para este título encontra-se em Mateus, 20: 26-27: "(...) todo aquele que quiser ser grande entre vós, seja vosso servo; e quem quiser ser o primeiro, seja vosso servo". Foi usado pela primeira vez no século VI, pelo Papa Gregório I, como uma lição de humildade para João, o Jejuador, Patriarca de Constantinopla, após o último assumir o título de "Patriarca Ecumênico".
Anteriormente essa designação foi utilizada por outros bispos e líderes seculares, por exemplo, São Bonifácio e Afonso II de Aragão (r. 1162–1196). O uso do título tornou-se regular para os papas a partir do século IX e desde o século XII é utilizado exclusivamente por ele.

### Outros títulos
Outros títulos não oficiais em uso incluem "Santo Padre", "Beatíssimo Padre" ou "Santíssimo Padre". O pronome de tratamento próprio para o Papa é Sua Santidade. O papa também a partir de sua eleição escolhe um nome formal, que utilizará durante o seu pontificado, em detrimento do seu nome de batismo.
Títulos oficiais incluem o termo "Patriarca do Ocidente", que foi listado como oficial de 1863 até 2005 pelo Anuário Pontifício, retornando novamente à lista em 2024. Entre o século VI e XI, "Dominus Apostolicus" ("Senhor Apostólico") também foi utilizado, como uma referência ao fato do papa ocupar a Sé fundada por um Apóstolo.

### Assinatura

A Assinatura do Papa Francisco.

Os pontífices normalmente assinam documentos usando o título de "Papa", na forma abreviada, "PP." e com o numeral, por exemplo, "Franciscus PP." (Papa Francisco). As exceções são bulas de canonização e decretos dos concílios ecumênicos, em que os papas usam o protocolo, "Ego N. Episcopus Ecclesiae Catholicae", sem o numeral, como em "Ego Paulus Episcopus Ecclesiae Catholicae" (Eu, Paulo, bispo da Igreja Católica). A assinatura do Papa é seguida, em bulas de canonização, pelas assinaturas de todos os cardeais residentes em Roma, e nos decretos dos concílios ecumênicos, pelas assinaturas dos bispos que participam do concílio.
As Bulas são assinadas na forma "N. Episcopus Servus Servorum Dei" ("Nome, Bispo, Servo dos Servos de Deus"). Em geral, as bulas não são assinadas pelo papa, mas João Paulo II introduziu em meados da década de 1980 o costume pelo qual todas as bulas, não só as de canonização, contêm sua assinatura normal, como "Franciscus PP.", nas bulas de nomeação dos bispos.
Os papas, nos escritos oficiais, não utilizam a primeira pessoa do singular (Eu - Ego), mas sim a primeira pessoa do plural (Nós - Nobis), o que é chamado de "plural majestático" ou "plural de modéstia". Essa terminologia já era usada pelo Papa São Clemente I, no primeiro decreto pontifício conhecido, e o primeiro documento cristão pós-apostólico, escrito no ano c. 96, aos Coríntios, e foi preservada por todos os papas sucessivos. Conforme a interpretação tradicional, o plural majestático aludiria ao fato de que o Papa é Vigário de Cristo, em que Deus comanda a Igreja por meio do pontífice e, em assistência, e auxílio dele, logo, o plural majestático exteriorizaria essa relação mística entre os dois. O Papa João Paulo I e seus sucessores deixaram de usá-lo no discurso público, mas o mantiveram nos escritos oficiais. Desde o século XII, imitando o uso da chancelaria papal, alguns monarcas, como o rei inglês, adotaram também o plural majestático.

## Paramentos e insígnias

Os paramentos litúrgicos do Papa Pio XII, que designam genericamente as roupas pontifícias da Baixa Idade Média até o Concílio Vaticano II. De cima para baixo e da esquerda para a direita: mitra preciosa, tiara, mantum com o brasão de Pio XII e a rattionale (véu umeral com um fecho de grande porte), estola, casula romana com alva, subcíngulo com cíngulo e manípulo, a falda, manícoto (pano usado na manga da alva), múleo (sandálias papais), o pálio e os cravos (pinos) ao lado, as chirotecoe (luvas pontificais), e abaixo o fano (note-se as duas partes destacadas do fano exibidos separadamente um do outro). Museus do Vaticano.

O Papa utiliza vários itens oficiais de vestuário, bem como "os mais elaborados e o maior número de paramentos litúrgicos", alguns de seu uso exclusivo na qualidade de Sumo Pontífice, embora também use todas as demais vestes comuns a hierarquia católica.
Pelo menos desde o século VI, o papa possui uma comunidade de capelães que organizam e normatizam as cerimônias e a liturgia papal, dispondo de sua capela própria, a Basílica de São Lourenço, e sendo chefiados por um Magistri Caerimoniarum Apostolicarum ("Mestre de Cerimônias Apóstolicas"). O Papa João Paulo II, ao reorganizar a Cúria Romana pela constituição Pastor Bonus, em 1988, criou o "Ofício das Celebrações Litúrgicas do Sumo Pontífice", um organismo curial autônomo, atualmente responsável por todas as celebrações litúrgicas e outras celebrações sagradas, em que o Papa presida, participe ou assista; seu Mestre de Cerimônias é Guido Marini.
A Santa Sé não possuí uma alfaiataria oficial; no entanto, desde o século XVIII, as vestes papais são tradicionalmente encomendadas na Gammarelli Sartoria Ecclesiastica, loja especializada e artesanal localizada no centro de Roma. Somente Pio XII optou por outra alfaiataria. Os custos das vestes papais nunca são publicados. Quando visita algum país estrangeiro, normalmente as vestes que o papa usa nas cerimônias nacionais são doações de firmas especializadas daquela região, como ocorreu no Brasil, por exemplo, com João Paulo II e Bento XVI.

### Tiara

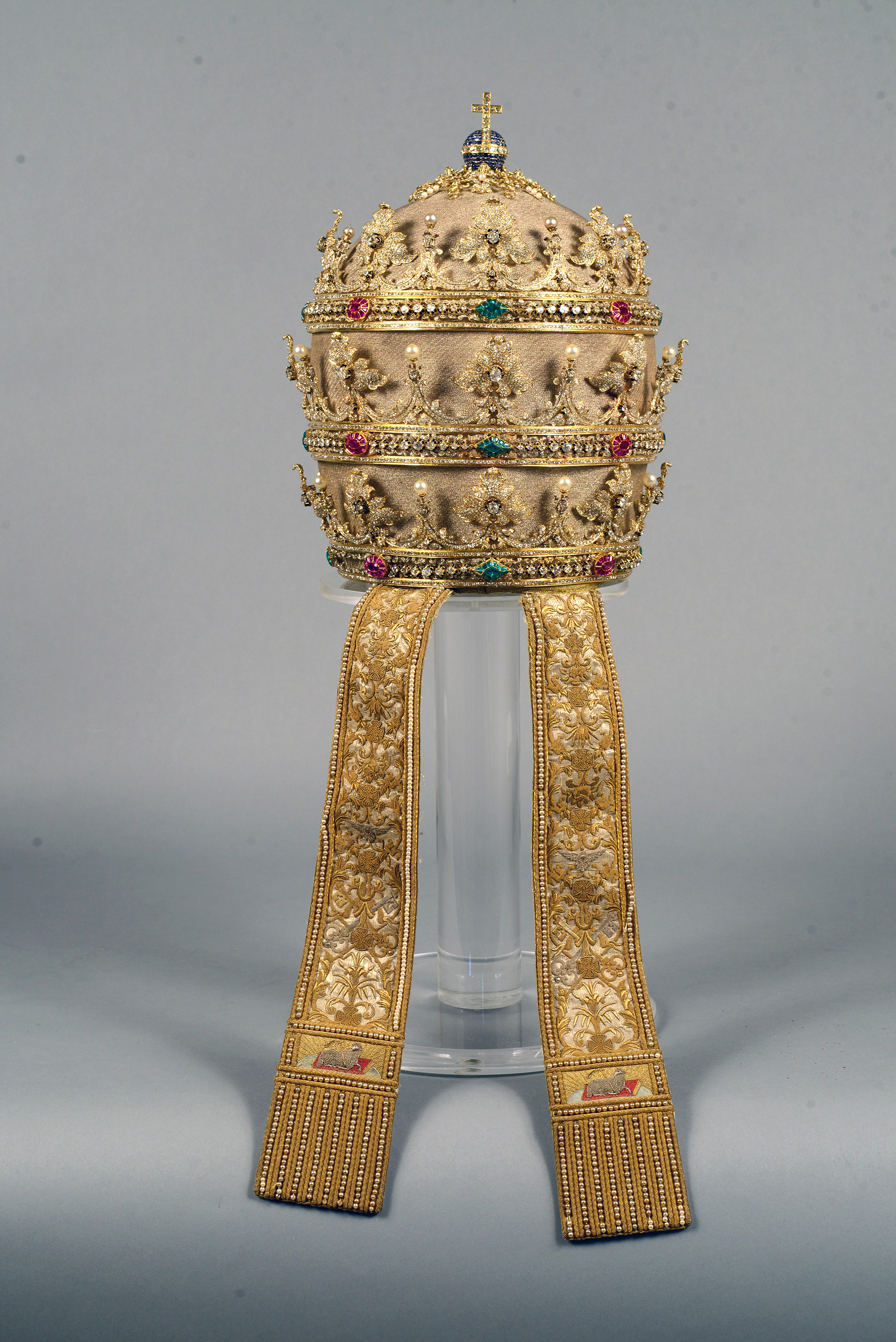
Tiara do Papa Pio IX feita em 1854.

A tiara papal, também conhecida como Tríplice Tiara ou Tiara Tripla (em latim: Triregnume) é a "coroa papal, (...) que tem a forma de uma colmeia, possui uma pequena cruz no ponto mais alto, e também é equipada com três diademas reais". Os papas poderiam usar uma tiara já existente, ordenando que seu tamanho fosse ajustado, ou poderiam confeccionar uma nova; ele recebia a tiara na cerimônia de coroação após sua eleição, que inaugurava seu pontificado, e uma que vez que a "tiara é um ornamento não litúrgico", a partir daí era usada apenas em "procissões papais, e solenes atos de jurisdição", sendo que "o papa, como os bispos, veste uma mitra pontifícia nas funções litúrgicas". Os primeiros registros do uso da tiara remontam ao século VIII, sendo que sua decoração e forma se desenvolveram até meados do século XIV.
O último papa a usar a tiara foi Paulo VI em 1963, que a doou, para auxiliar os pobres da África; desde então, os papas seguintes optaram por não usá-la; mesmo assim, na heráldica eclesiástica ela continua sendo um símbolo preeminente do papado. Atualmente existem vinte e quatro tiaras papais sobreviventes.

### Pálio
O Pálio, Toalha de altar ou em latim Pallium é uma faixa circular de tecido feita de lã de cordeiro e usada ao redor do pescoço do papa, na sua casula. O pálio tem forma de Y, circulando o pescoço pelos ombros, e caindo sobre peito e costas com dois pingentes pendurados para baixo, na frente e atrás, sendo ornamentado com seis cruzes.
Durante muitos séculos o pálio foi concedido pelo papa aos arcebispos metropolitanos e primazes como um símbolo da competência delegada a eles pela Santa Sé. Possivelmente os papas já utilizavam uma faixa de lã de cordeiro nos três primeiros séculos do cristianismo, como demonstração de sua autoridade pastoral. No século V, o pálio foi personalizado e ornamentado e atingiu sua forma atual no século VIII.

### Brasões pessoais

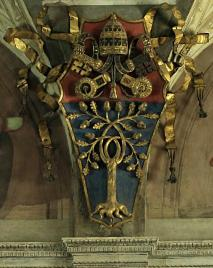
O Brasão do Papa Júlio II na Capela Sistina, com os símbolos da família dos Della Rovere em seu escudo.

Cada Papa tem seu próprio brasão pessoal que serve como um símbolo de seu pontificado. Os brasões papais são compostos por uma chave de prata e ouro cruzadas, amarradas com um cordão vermelho, e acima delas a tiara papal branca, com duas ínfulas. A chave de ouro significa o poder provindo do céu e a chave de prata que esse poder se estende a todos os fiéis na terra, o entrelaçamento entre elas pelo cordão indica a ligação entre os dois aspectos do poder, e o arranjo cruzado das chaves simboliza que o poder está nas mãos do papa. Bento XVI e Francisco mudaram a simbologia tradicional de seu brasão, personalizado-o e utilizando a mitra e o pálio em vez da tiara, que também representava a supremacia do poder papal.
Desde o século XII, os papas possuem seu próprio brasão, sendo que o primeiro confirmadamente conhecido é o de Inocêncio III (1198–1216). Os brasões papais aparecem em obras de arquitetura, publicações, decretos e documentos de vários tipos. Com frequência os Papas adotavam o brasão da própria família (caso existisse), ou compunham um brasão com simbolismos que indicavam crenças pessoais ou variações do brasão que tinham adotado como Bispos.

### Anel do Pescador

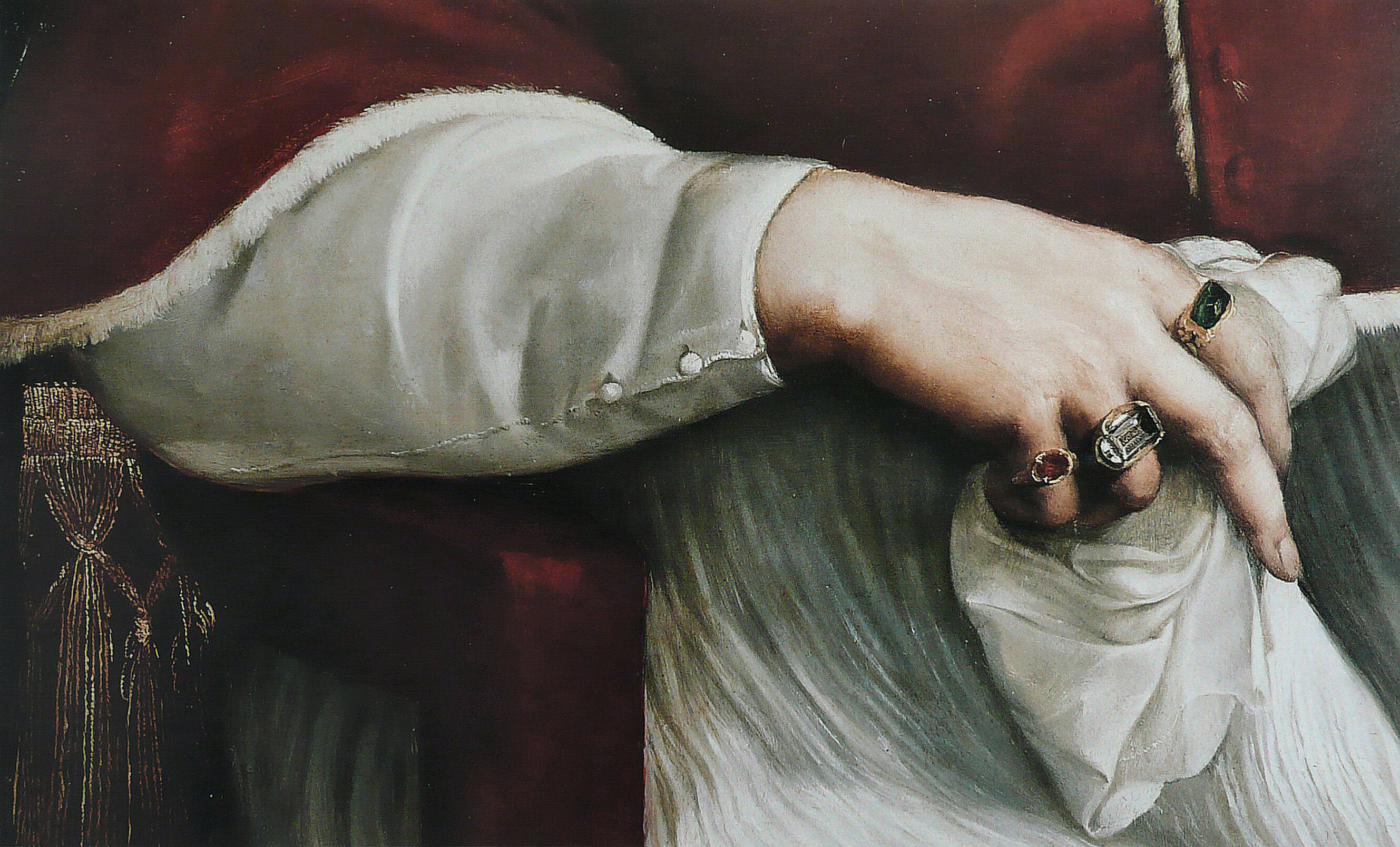
O Papa Júlio II utilizando vários anéis pontifícios. Detalhe da pintura de Rafael de 1511-1512.

O Anel do Pescador, também conhecido como Anulus Piscatoris (em latim) é um anel de ouro com um baixo-relevo de São Pedro pescando de um barco. Este símbolo deriva da tradição que os apóstolos eram "pescadores de homens" (Marcos 1:17). Através dos séculos, foi demonstração de respeito ao Papa ajoelhar-se e beijar o Anel do Pescador, tradição que continua até a atualidade. Tradicionalmente o anel de pescador é colocado pelo Cardeal Camerlengo no dedo do recém-eleito papa e destruído por ele após a morte do mesmo, ou quando o cargo de papa é abdicado.
As primeiras menções ao anel do pescador datam do século XIII, sendo usado como sinete, para fechar toda a correspondência privada, pressionando o anel no lacre de cera vermelha derretida em um envelope. Os documentos públicos como as bulas, pelo contrário, são selados com chumbo pelos brasões papais. Essa prática foi abolida em 1842, quando a cera para a impressão do anel foi substituída por um carimbo com tinta vermelha.
Desde a Antiguidade o papa também utiliza diversos outros tipos de anéis, assim como os outros bispos, normalmente de ouro com uma grande gema, vários preciosos anéis pontifícios foram reservados para as mais solenes cerimônias eclesiásticas. O uso dessas peças foi mais proeminente nos papas do Renascimento, mas essa prática foi abandonada após o Papa Paulo VI. O Anel do pescador não foi usado pela maioria dos papas diariamente, que usaram um anel simples habitualmente. O Papa Francisco escolheu após sua eleição, usar um anel de prata dourado ao invés de ouro.

### Sede gestatória e papamóvel

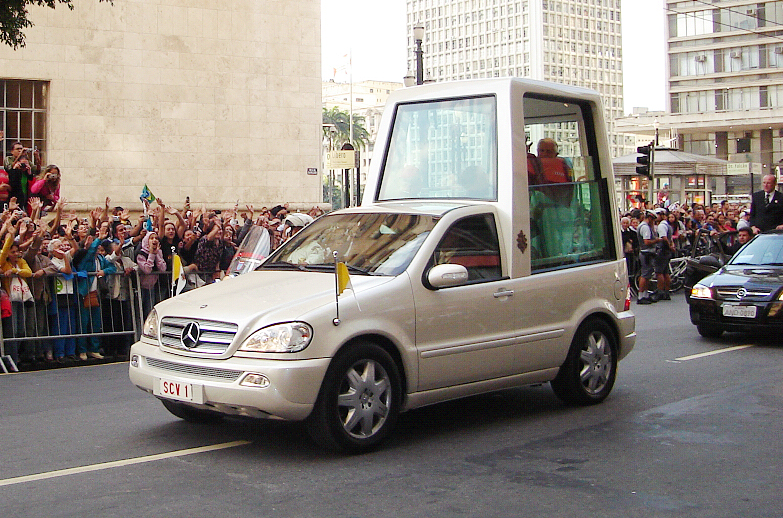
Papa Bento XVI num Mercedes-Benz Classe M modificado como papamóvel em São Paulo, maio de 2007.

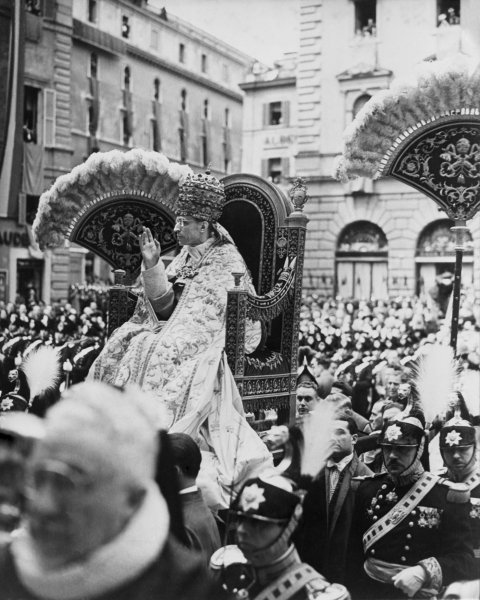
Papa Pio XII sentado na Sédia gestatoria durante procissão.

A Sede gestatória e o Papamóvel são transportes projetados para permitir que o Papa seja mais visível na saudação de grandes multidões. A Sede gestatória é uma cadeira móvel transportada por doze homens (sediários) com uniformes vermelhos, acompanhado por dois assistentes com a flabella (ventiladores feitos de penas brancas de avestruz) e, por vezes, um grande guarda-sol, conduzido por oito atendentes. Era principalmente utilizada para transportar os papas nas cerimônias e procissões na Basílica de São João de Latrão e na Basílica de São Pedro e seu uso já era comum desde o século VI.
A utilização do flabella foi abolida pelo Papa João Paulo I e o uso da sedia gestatoria foi abolida pelo Papa João Paulo II, sendo substituída por um carro simples, informalmente denominado de Papamóvel (italiano: Papamobile).

### Outras insígnias

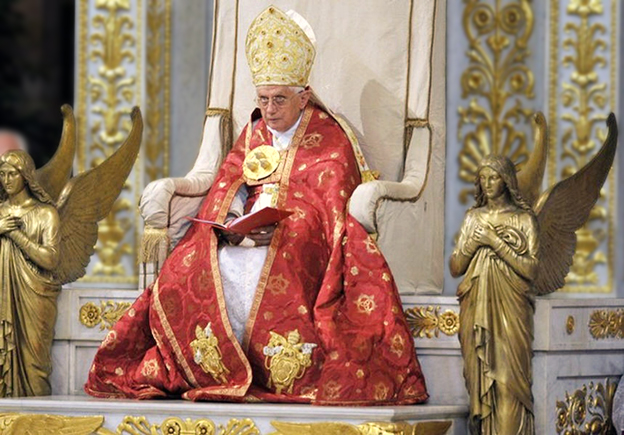
O Papa Bento XVI usando o tradicional mantum papal vermelho, na cerimônia de abertura do Ano Paulino, em 2008.

Outros paramentos litúrgicos exclusivos do papa incluem a Férula, um báculo com um crucifixo; o umbráculo (mais conhecido como Ombrellino) um guarda-chuva vermelho alternando listras de ouro, que costumava ser colocado acima do papa em procissões; o Fano, uma pequena capa de ombros, de seda branca com listras douradas e vermelhas, usado raramente na atualidade, embora não tenha sido abolido, já que o Papa João Paulo II e Bento XVI o usaram em algumas ocasiões.

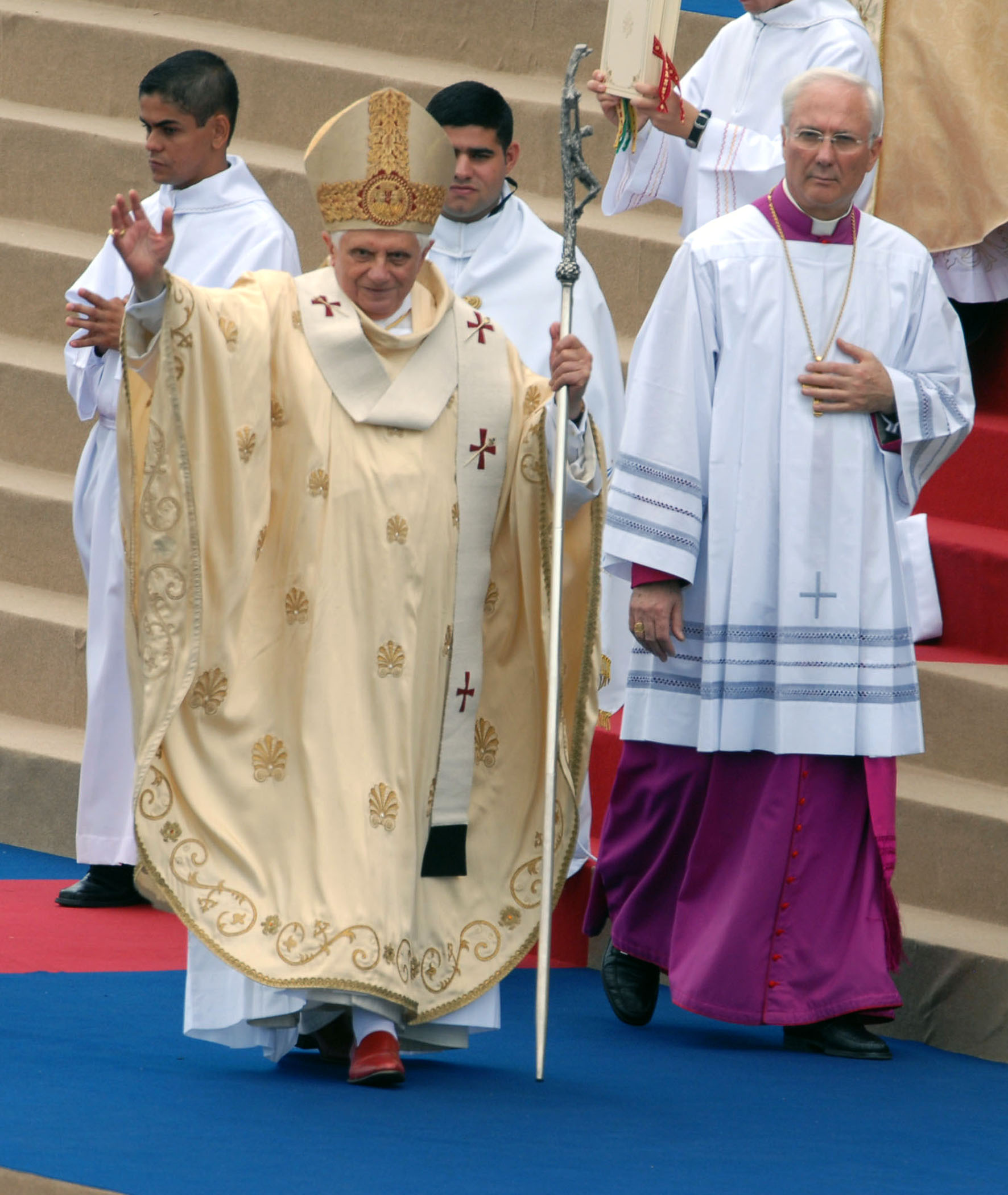
O Papa Bento XVI utiliza a férula papal de Paulo VI durante missa em Aparecida/SP.

Após o Concílio Vaticano II, o papa também deixou de usar alguns trajes e paramentos tradicionais. Bento XVI posteriormente reintroduziu algumas dessas vestes papais, mas o seu sucessor, o Papa Francisco, deixou-as de lado novamente, além de ter também deixado de usar as mozetas papais. Atualmente, as vestes tradicionais em desuso do papa são: o Múleo, os sapatos papais vermelhos com uma cruz bordada de fio de ouro; o Camauro, um gorro vermelho que o papa usava no inverno; o Mantum, uma pluvial especial, de cor vermelha ou branca (três trajes reintroduzidos por Bento XVI, e retirados por Francisco); o Subcíngulo, um manípulo especial amarrado ao cíngulo; e a Falda, uma túnica com uma longa cauda usada sob a alva, que era tão longa que o papa precisava de uma corte de auxiliares, tanto à frente como atrás dele, para segurá-la, para que ele pudesse movimentar-se.
O pontífice, fora das funções litúrgicas, utiliza uma batina branca, cingida com uma faixa também branca (muitas vezes com o brasão papal bordado), a cruz peitoral suspensa por um cordão e o solidéu branco. O papa também confere a algumas personalidades ilustres, templos, governos ou cidades que tenham demonstrado espírito cristão uma condecoração especial chamada Rosa de Ouro, um ornamento de ouro abençoado pelo pontífice na quaresma. Tradicionalmente também as moedas dos Estados papais e posteriormente do Estado do Vaticano possuíam o rosto do papa reinante, privilégio, porém, que o Papa Francisco abdicou.

## Tradições e costumes

### Basílicas papais
Em Roma existem as "basílicas papais", igrejas marcadas pela liturgia e a presença do pontífice, são a Basílica de São João de Latrão (a catedral do papa, e próximo dela, o Palácio de Latrão, residência oficial papal do século IV até ao início do Papado de Avinhão), a Basílica de Santa Maria Maior, a Basílica de São Paulo Extramuros e a Basílica de São Pedro. Nesta última basílica, que é a principal e é guardada pela Fábrica de São Pedro, são realizadas as principais cerimônias relacionadas com o Papa. Localizado na Cidade do Vaticano, a Basílica de São Pedro fica próxima do Palácio Apostólico (onde está localizado a Capela Sistina e Capela Paulina). A segurança do Papa, incluindo a segurança do Palácio Apostólico e das basílicas papais, é assegurada pela "Guarda Suíça", uma pequena guarda de suíços mantida pela Santa Sé, servindo como as "Forças Armadas do Vaticano". Em 1984, o Vaticano, devido ao seu notável valor artístico e cultural, foi acrescentado pela UNESCO na Lista de Patrimônios da Humanidade, sendo o único patrimônio que consiste em um Estado inteiro.

### Protocolo
O Papa também possui um protocolo e uma etiqueta tradicionais que se formaram ao longo do tempo. Alguns dos exemplos mais famosos incluem o cumprimento dos fiéis ao pontífice, que consiste em fazer genuflexão com o joelho direito e beijar seu anel (até ao Papa Paulo VI, este costume era mais complexo nas audiências privadas: os fiéis, em vez de beijar o anel do papa, deviam beijar a cruz de ouro bordada em seu sapato - o múleo). Nas audiências, as mulheres devem usar um vestido preto longo e uma mantilha preta, com a excepção de algumas rainhas e princesas católicas, que possuem o "privilegio del bianco" ("privilégio do branco"): o privilégio de usar vestido e mantilha brancas (embora atualmente, muitas mulheres não usem mais o vestido tradicional preto). Com os governantes políticos que professam a fé católica, o pontífice usa sua "veste coral", isto é, a estola clássica vermelha, com mozeta em cima da sobrepeliz e da batina; mas, com os líderes não católicos, o papa usa apenas a batina. Tradicionalmente, o papa também não come em público.

### Decretos e documentos

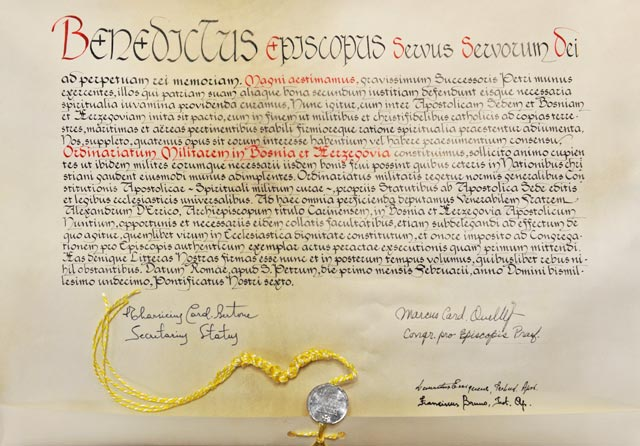
A bula "Magni aestimamus" do Papa Bento XVI de 2011, no qual nomeia Ordinários militares na Bósnia e Herzegovina. Na parte inferior está a "bulla", a bola de cera que forma o selo dos decretos papais e designa o próprio decreto.

O Papa usa diversos tipos de documentos e decretos, em situações diferentes. Entre estes encontram-se:
- Bula (não se refere ao conteúdo do documento, mas à sua forma externa, que é lacrado com uma pequena bola - em latim "bulla", de cera ou metal, todos os documentos importantes são em forma de bula);[227]
- Breve (documento curto e pouco solene, que trata de questões privadas);
- Constituição (é o decreto papal mais comum e mais importante: através dele o Papa promulga leis sobre os fiéis, e trata de assuntos doutrinais, disciplinares ou administrativos);[228]
- Carta apostólica (sobre assuntos ligados ao governo da Igreja, como nomeação de Bispos e Cardeais e comemoração de alguma data);
- Rescrito (resposta a uma solicitação ou pergunta);
- Motu proprio (carta de iniciativa do próprio Papa);[229]
- Encíclica (carta dirigida aos Bispos, e por meio deles, aos fiéis, podendo abordar algum tema doutrinal ou moral, incentivar uma devoção ou condenar erros, têm formalmente o valor de ensino para à Igreja Universal e são dirigidas, normalmente, não só aos católicos, mas também a todas as pessoas).[228]

As definições ex-catedra, proclamando dogmas, são publicadas sob forma de bula.

### Rotina e cotidiano

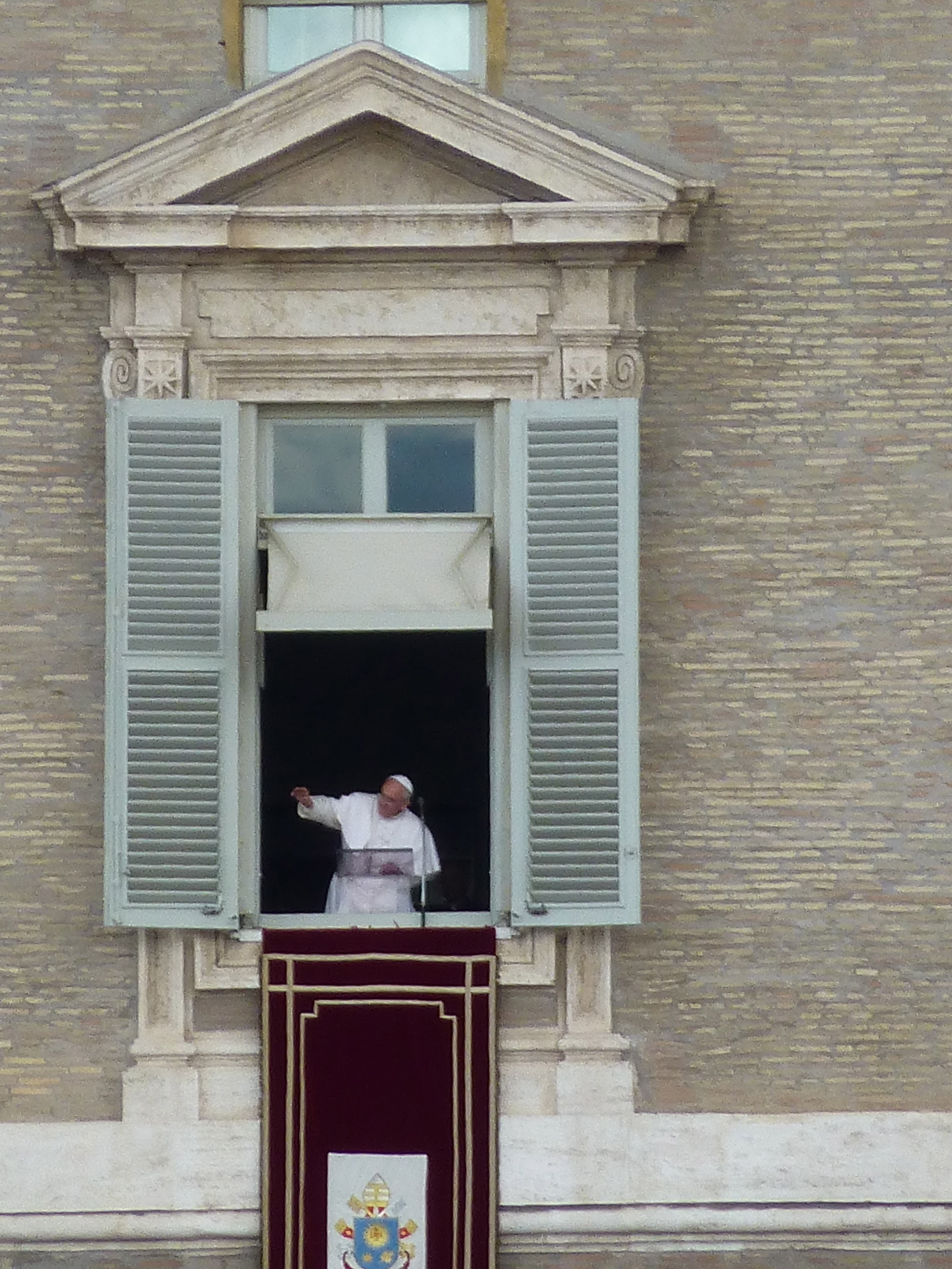
O Papa Francisco na janela dos Apartamentos Papais na oração dominical do Angelus. 2013.

A residência oficial dos papas é nos "Apartamentos Papais" no Palácio Apostólico do Vaticano. Atualmente porém, o Papa Francisco optou por residir no Quarto 201 da Casa de Santa Marta ("Domus Sanctae Marthae"), também localizada no Vaticano. Do século XVII até a atualidade, os papas possuíam também uma residência de verão, o Castel Gandolfo, que porém, foi transformada em museu pelo Papa Francisco em 2016.

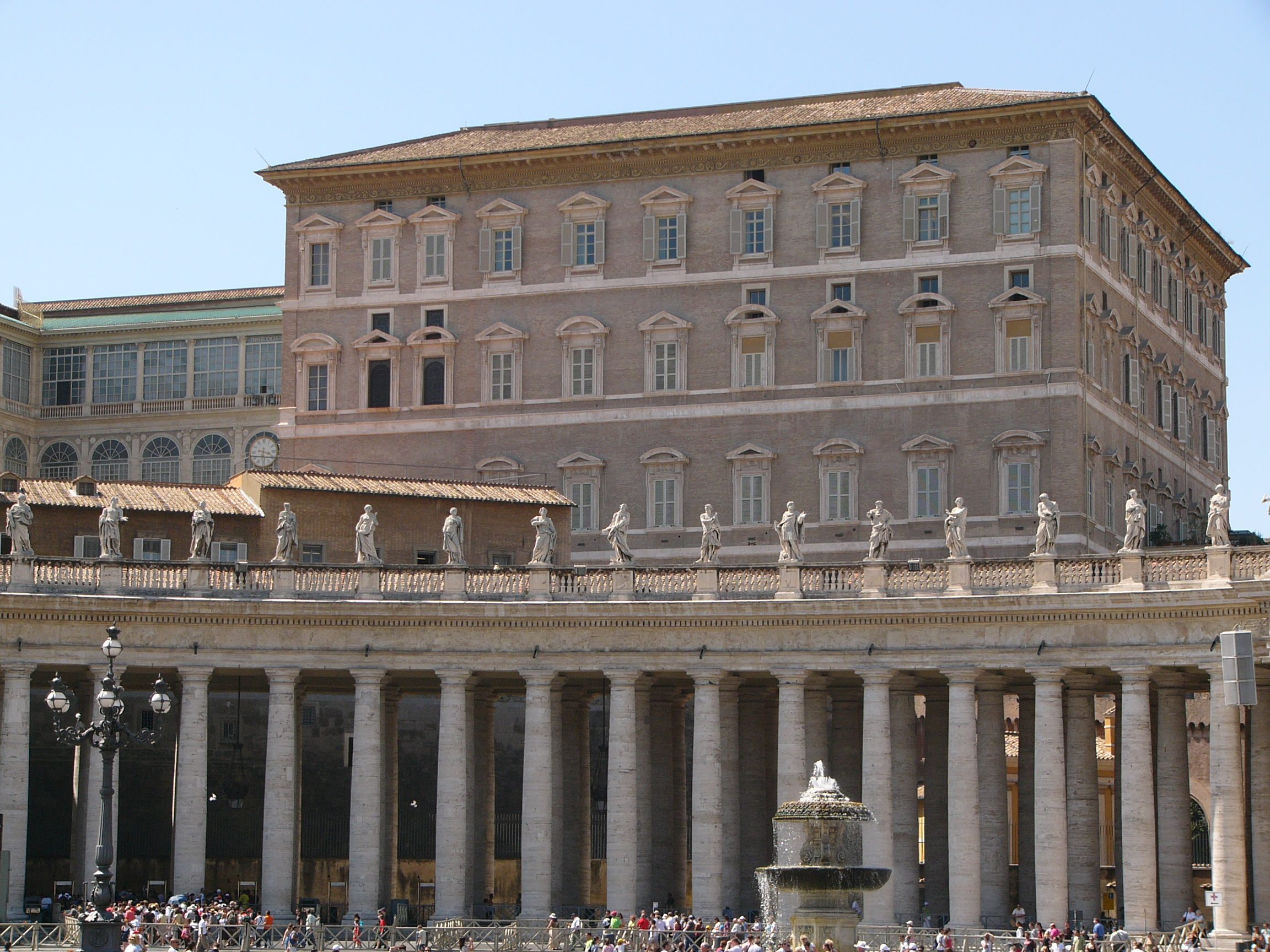
Palácio Apóstolico visto da praça de São Pedro, Vaticano.

O Papa "não recebe e nunca recebeu um salário", sendo-lhe fornecido apenas os meios necessários para viver, isto é, moradia, alimentação e assistência médica. Ele é auxiliado diariamente pelos funcionários da "Casa Pontifícia" (Domus Pontificalis - chamado originalmente até 1968 de "Tribunal Papal" - Pontificalis Aula), que o ajuda nas funções cerimoniais (missas e ritos em geral) e nas funções jurídicas e governamentais. A rotina e agenda do pontífice diariamente exigem mais de dezesseis horas de trabalho.
O Papa Francisco acorda às 4h30 da manhã, seguindo-se um tempo de orações e meditação. Às 7h ele preside uma missa diária pública. Depois, toma o café da manhã no salão geral da “Casa de Santa Marta”, com os demais moradores, onde tem uma mesa reservada. Em seguida o pontífice trabalha até as 9h em um escritório e lê jornais e notícias. Depois vai de carro ao Palácio Apostólico para as audiências papais oficiais no segundo andar. Ali recebe bispos, delegações, congregações e chefes de Estado até as 13h da tarde. Tradicionalmente ao recepcionar Chefes de Estado, o papa e o convidado trocam presentes mútuos. Entre as 13h e as 14h, o papa volta a Casa de Santa Marta para almoçar, onde às vezes convida outras pessoas para acompanhá-lo e, com alguns de seus convidados, fica em uma pequena sala próxima. Após o almoço, o papa dorme um pouco e dedica a tarde ao trabalho, realizando reuniões, lendo documentos e usando o telefone. O papa volta a rezar, entre as 19h00 e as 20h00, e depois janta na companhia de outros sacerdotes no refeitório da Casa Santa Marta. Finalmente se retira ao seu quarto por volta das 21h00 e dorme às 22h30.

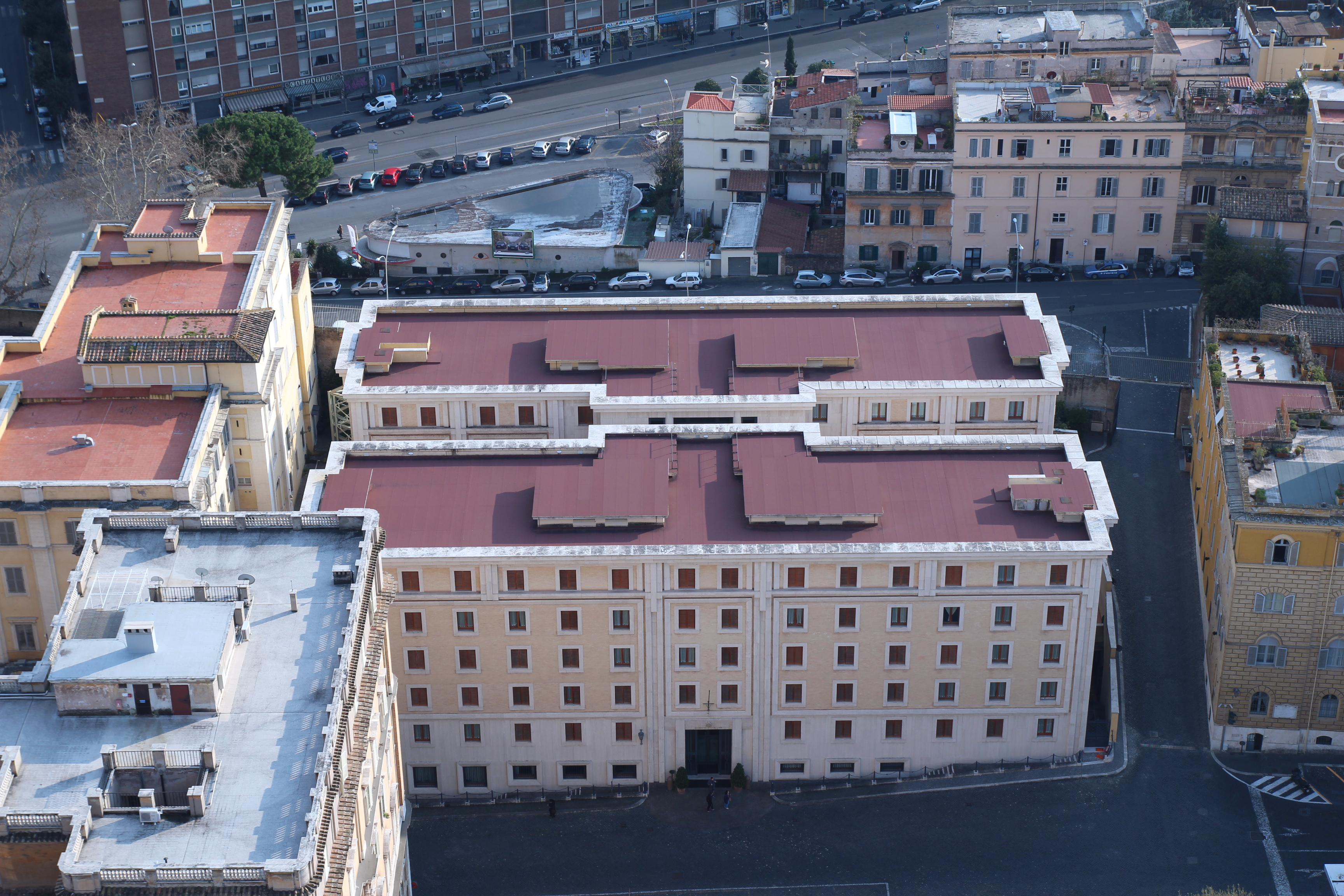
Domus Sanctae Marthae onde mora o Papa Francisco.

As aparições públicas rotineiras do pontífice no Estado do Vaticano são a recitação, em todos os domingos, de um discurso seguido da oração do Angelus, no balcão do terceiro andar do Palácio Apostólico, onde se localiza o Apartamento Papal (única ocasião em que Francisco vai ao Apartamento em que deveria residir); e a audiência geral de manhã de quarta-feira, aos peregrinos e fiéis, na Praça de São Pedro, ambas seguidas da tradicional bênção papal Urbi et Orbi. O papa também preside as missas na Basílica de São Pedro nos dias santos da Páscoa, de Natal e de Pentecostes, bem como nos Consistórios. Outra maneira tradicional do papa se aproximar dos fiéis é por meio da "benção apostólica", um documento em forma de pergaminho com o nome de um fiel ou uma família piedosa que o papa abençoa mensalmente e é enviado ao sujeito em qualquer parte do mundo.
Antes do Concílio Vaticano II, o pontífice normalmente permanecia apenas no Vaticano, no entanto, após o concílio, ele passou a realizar diversas viagens a outros países para propagar a fé e os princípios cristãos. Uma vez que o Papa não dispõe de um avião pessoal, nas viagens e visitas internacionais ele usa um avião fretado da Alitalia, escoltado por dois caças da Força Aérea Italiana. No Aeroporto Internacional de Roma, em que o pontífice entra no avião, ele é recepcionado pelo exército italiano, que lhe dispõe um helicóptero para a ida e a vinda da Santa Sé.

## Outros papas
O título de "Papa" tornou-se associado principalmente com o Bispo de Roma, no entanto, em alguns casos, o termo é usado por autoridades clericais de outros grupos cristãos. Também pode ser usado de forma satírica para descrever algum líder religioso importante.

### Na Igreja Católica
O "Papa Negro" é um nome não oficial que foi popularmente dado ao Superior-geral da Companhia de Jesus devido à enorme importância dos Jesuítas na Igreja. Este nome foi dado com base na cor preta da batina do Superior Geral, sendo referida como um paralelo entre ela e a túnica branca do papa. Também o Prefeito da Congregação para a Evangelização dos Povos, cuja batina cardinalícia era vermelha, foi chamado de "Papa Vermelho".

### Nas Igrejas Orientais
Desde o século III, os Bispos de Alexandria na Igreja Ortodoxa Copta e na Igreja Ortodoxa Grega são chamados de "Papa", sendo o primeiro denominado de Papa Copta (ou Papa de Alexandria) e o segundo de Papa e Patriarca de Alexandria e de toda a África.
Nas Igrejas Ortodoxas Búlgara, Russa e Sérvia, não é incomum um padre paroquial ser chamado de "papa" ("поп" pop).

### Antipapas
Antipapas são pessoas que reclamam o título de Papa, em oposição a um Papa específico, ou durante algum período no qual o título estava vago. No passado, antipapas eram geralmente apoiados por uma parte significativa de cardeais e reinos. A existência de um antipapa é geralmente devido a uma controvérsia doutrinária, ou a confusão na eleição do papa legítimo. A partir dos anos 70, alguns pequenos grupos sectários "sedevacantistas", no México e Estados Unidos, elegeram papas próprios, em oposição aos papas atuais da Igreja Católica, sendo portanto, antipapas.

## Cultura popular, mídia e ficção

Papa Alexandre VI (1492-1503), o mais famoso papa do período renascentista, e é popularmente um dos mais famosos de todos os tempos.Afresco nos Apartamentos Borgia no Palácio do Vaticano.

Na cultura popular, os papas atuais são retratados com frequência pelos meios de comunicação sociais mais importantes do mundo, que noticiam suas decisões, viagens e compromissos. As posturas dos papas referentes a temas atuais e sua maneira de governar a Igreja Católica determinam a imagem pública do papado e da Igreja.
Na atualidade os papas são retratados normalmente como importantes líderes religiosos concentrados na defesa da fé católica e dos direitos humanos. Por sua vez, diferentemente, a administração da Santa Sé e da Cúria Romana (normalmente chamada na cultura popular apenas de "Vaticano" ou "Roma"), é usualmente retratada como um organismo burocrático conservador, corrupto e ambicioso.
Durante o pontificado do Papa Bento XVI, havia uma forte resistência nos meios de comunicação social mundiais ao seu estilo e decisões, nomeadamente à sua ênfase na moral católica, contra o aborto, o casamento gay e o uso de contraceptivos. Este combate foi intenso e midiático desde Paulo VI, de maneira que Bento XVI declarou em uma entrevista que alguns setores da imprensa dedicam-se à "exploração da difamação do papado". Durante o pontificado do Papa Francisco, por sua vez, houve uma enorme simpatia e aprovação popular e midiática à sua maneira menos formal de abordar o papado e os temas eclesiais, especialmente seu destaque a problemas sociais no mundo atual e sua desfocalização das questões morais.
Ao longo da história, também surgiram numerosos mitos, teorias de conspiração e lendas envolvendo o papado, algumas que se destacam mais proeminentemente é a lenda, surgida no século XIII, de que uma mulher foi eleita papa na Alta Idade Média, que não possui nenhuma prova histórica; a lenda de que São Malaquias, um santo do século XII, compilou uma profecia, em que descreve cada um dos papas (junto com alguns antipapas), desde sua época até o Papa Francisco, que terminará com a destruição de Roma. O documento, porém, é uma falsificação do final do século XVI, bem como outras lendas e mitos.
Em obras de ficção literárias ou cinematográficas, os papas na Idade Média, e especialmente no Renascimento, são frequentemente retratados como corruptos e dedicados exclusivamente às questões políticas e familiares, destacando-se o Papa Alexandre VI, que se tornou num dos papas mais famosos desde o próprio São Pedro, aparecendo como tendo habilidades consideráveis como diplomata, político e administrador civil, em vez de pastor e pontífice.

## Críticas e objeções ao papado

### Críticas gerais

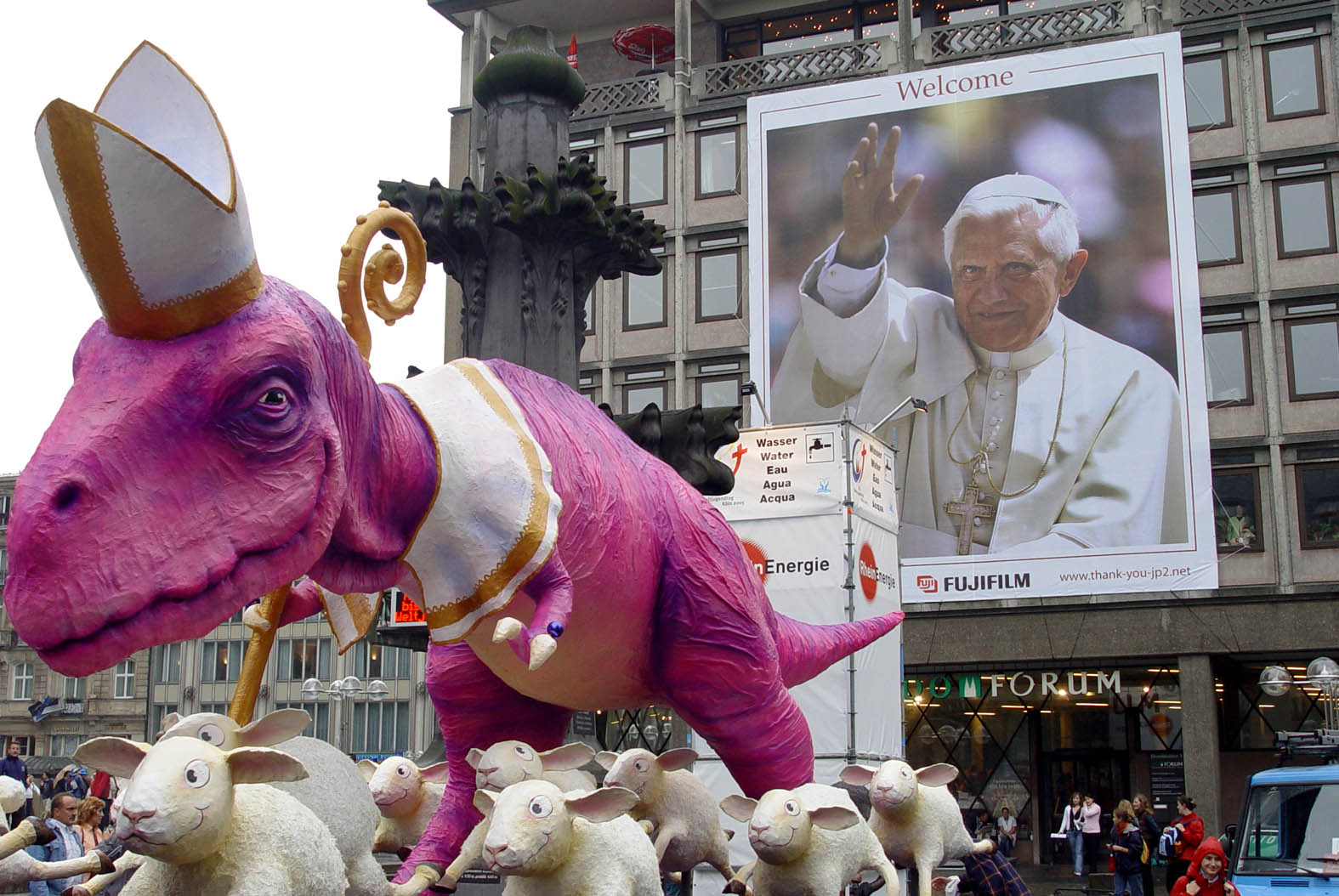
Escultura de um tiranossauro pastoreando ovelhas na Dinamarca, constituindo um protesto contra o Papa Bento XVI, considerando-o como autoritário.

Muitos estudiosos têm acusado a corrupção de determinados papas ao longo da história como sendo os responsáveis pelos principais erros cometidos pela Igreja Católica e pelas críticas direcionadas a ela, especialmente durante o saeculum obscurum e o renascimento, destacando a simonia e o nepotismo. Outros consideram que a autoridade papal tem um caráter autocrático. Alguns papas foram criticados como tendo dado "apoio à pena capital, punição corporal e violência sistemática", o que teria ocorrido, por exemplo, pelo fato dos papas serem os fundadores da Inquisição e das Cruzadas. Críticos também usualmente acusam os papas, notadamente os medievais, de serem ambiciosos e se intrometerem em questões seculares, como observado no fato de alguns pontífices medievais considerarem que o poder eclesiástico era superior ao poder público (plenitudo potestatis) e poderem por isso coagi-lo caso este adote medidas anticristãs (afirmado, como por exemplo, por Inocêncio III e Bonifácio VIII). Por isso, estes críticos defendem que o primado pontifício teria sido "faraonizado" e os papas teriam se declarado "senhores temporais absolutos" na Idade Média, e que posteriormente foram obrigados a abdicar desse poder.
Católicos, por sua vez, argumentam que estes acontecimentos surgiram dentro do contexto social, cultural e religioso de sua época, sendo anacronismo interpretá-los fora desse contexto. E eles também destacam algumas singularidades das instituições eclesiásticas medievais, como por exemplo, a Inquisição papal ter sido instituída principalmente para impedir a ação de abusos da população ou de governantes seculares, como Frederico II (r. 1220–1250), que executava hereges por questões políticas, sendo que a Inquisição usava avançados meios judiciais para a época, opondo-se aos ordálios e outras superstições jurídicas. Sobre a relação entre Igreja e Estado, os católicos afirmam que a Igreja e os papas têm o direito de condenar as autoridades públicas caso estas abusem do seu poder ou violem os direitos humanos. Baseando-se neste princípio, nos séculos XIX e XX, o Papa Pio XI condenou a ditadura nazista e o racismo, e o Papa Pio IX condenou a ditadura comunista. Católicos e historiadores também afirmam que o exercício do poder temporal pelos papas demonstrou-se positivo em alguns ângulos, como por exemplo pelo fato dos pontífices terem mediado acordos que evitaram muitas guerras na Europa. Mesmo assim, por ocasião da comemoração do terceiro milênio, o Papa João Paulo II pediu perdão "pelos erros dos filhos da Igreja" cometidos no passado.
O papado também tem sido frequentemente acusado de ser excessivamente rico, como retratado, por exemplo, no livro "The Vatican Billions" de Avro Manhattan, e por isso "infiel ao Evangelho". No entanto, financeiramente o estado do Vaticano tem dificuldades de sobrevivência, e sofre frequentemente déficits orçamentários, obtendo grande parte de sua receita de doações internacionais. Muitas vezes outras dioceses do mundo têm de auxiliar financeiramente a Santa Sé, bem como algumas delas possuem um orçamento superior ao da própria Santa Sé, como as dioceses de Colônia e Chicago. Os católicos afirmam que "se tivesse um produto nacional bruto, seria medido, não em dinheiro, mas em almas". Outros ativistas também argumentam que o papado deveria vender seus artefatos artísticos e dar o dinheiro aos pobres. Contra essas afirmações, o Cardeal Paul Josef Cordes afirmou que a Igreja não pode vendê-los, porque tem o dever de conservar as obras de arte em nome do Estado Italiano, muitos dos quais são considerados patrimônios da humanidade e marcos importantes de períodos históricos e da identidade cultural humana (semelhante ao status das Pirâmides do Egito, da Cidade Proibida e etc.), católicos afirmam que "Quem venderia a Basílica de São Pedro? Para fazer o quê? Um shopping center?".

### Outras religiões cristãs
A autoridade do Papa é aceita parcialmente ou não reconhecida por outras religiões cristãs. As razões para essas objeções diferem de denominação para denominação.

#### Igrejas Ortodoxa, Vétero-Católica e Sedevacantistas
Alguns grupos cristãos aceitam em diferentes graus e de diferentes maneiras a primazia papal, tais como as Igrejas Ortodoxas, a Igreja Vétero-Católica e grupos católicos tradicionalistas sedevacantistas.
As Igrejas Ortodoxas reconhecem o papa apenas como "Patriarca do Ocidente", bem como sucessor do apóstolo Pedro, primeiro patriarca e primeiro bispo de toda a Igreja. No entanto não seguem a doutrina católica da infalibilidade e do poder supremo do papa. Logo, os ortodoxos consideram que o Bispo de Roma tem apenas uma primazia de honra, que desde o Cisma do Oriente (1054), não tem nenhum poder concreto sobre estas Igrejas cristãs. Recentemente, devido ao grande esforço ecumênico, as Igrejas Católica e Ortodoxa chegaram a um consenso mínimo sobre essa questão. Este consenso, expresso no "Documento de Ravena" (que foi aprovado no dia 13 de Outubro de 2007), consiste no reconhecimento de ambas as partes de "que o Bispo de Roma […] é o "protos", ou seja, o primeiro entre os patriarcas de todo o mundo (...)". Mas, mesmo assim, os católicos e os ortodoxos ainda mantêm divergências quanto às prerrogativas e aos privilégios desta primazia papal.
Os vétero-católicos, foram um grupo de fiéis, especialmente da Alemanha, que se separaram da Igreja após o Concílio Vaticano I (1869-1871), por não aceitarem o dogma da infalibilidade papal, professando uma perspectiva sobre o papado que foi justamente condenada pelo Concílio.
Os católicos tradicionalistas sedevacantistas aceitam as doutrinas e perspectivas da Igreja Católica sobre o primado papal, mas consideram o cargo como vago desde a morte de Pio XII em 1958. Eles renegam e não aceitam a autoridade dos papas posteriores que ensinaram em conformidade com o Concílio Vaticano II e o aggiornamento da Igreja, porque acreditam que estes papas seriam hereges modernistas, assim o aggiornamento não seria apenas uma maneira de atualizar a formulação da doutrina católica, mas modificar a essência da própria doutrina, fé e dos dogmas.

#### Igrejas protestantes

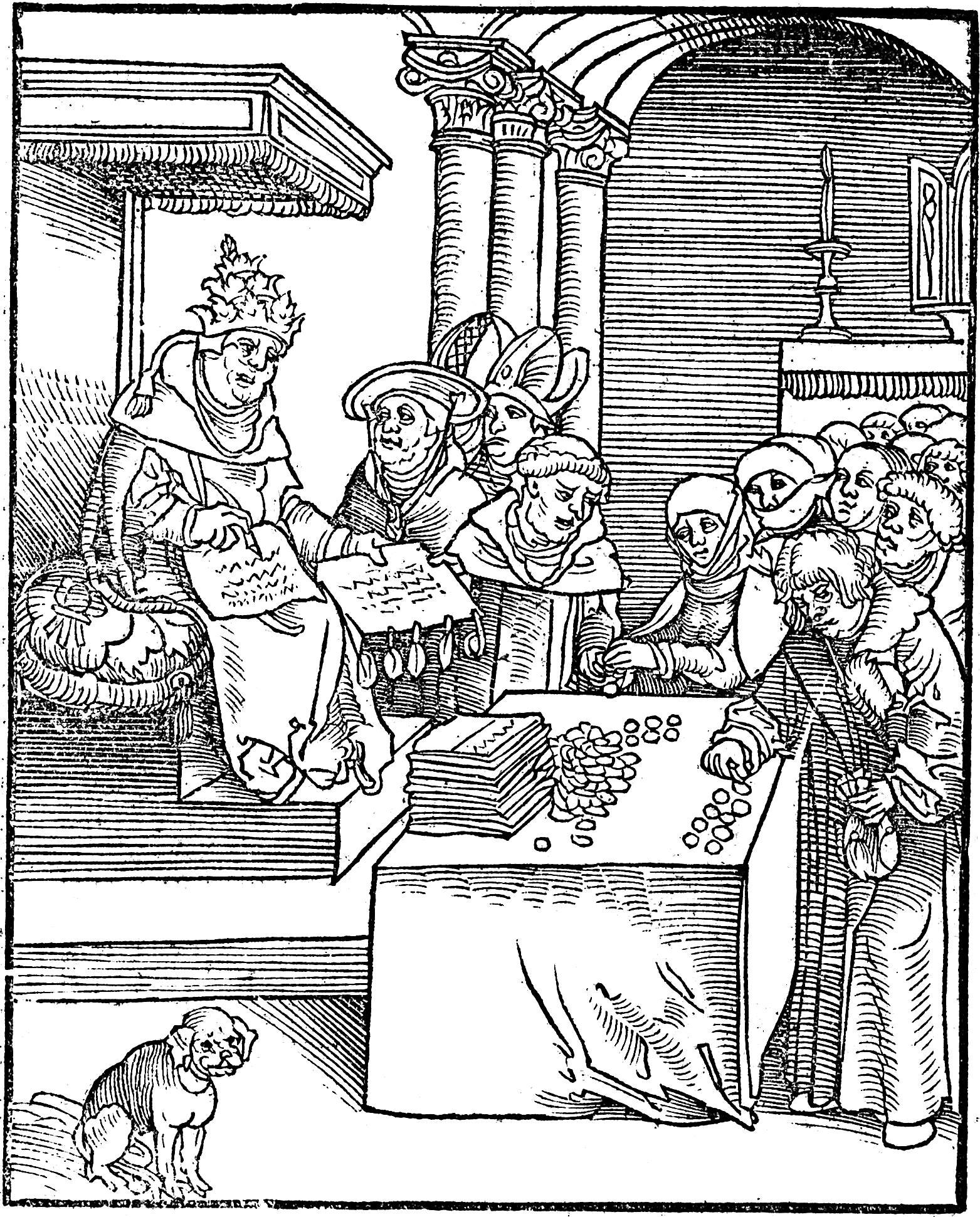
Antichristus, por Lucas Cranach (1521). Representação do Papa como o Anticristo, concedendo indulgências e cercado de funcionários da Cúria Romana.

As denominações protestantes rejeitam as alegações de primado papal de honra, de jurisdição, ou sua infalibilidade. Estas igrejas não aceitam a afirmação da autoridade legítima e válida do Papa, considerando que o "papado não é uma instituição de origem divina, mas resultou de um longo e complexo processo histórico".
Alguns meios protestantes, especialmente durante a Reforma, afirmaram que o papa seria o "Anticristo" de 1 João 2:18, o "Homem do pecado" de 2 Tessalonicenses 2:3-12, e a "Besta na terra" de Apocalipse 13:11-18. Muitos reformadores compartilharam dessas opiniões, tais como Martinho Lutero, João Calvino, Thomas Cranmer, John Knox, Cotton Mather, e John Wesley. Lutero argumentou, ao queimar a bula papal que o excomungava, que "esta queima é apenas uma bagatela. É necessário que também o papa e a sé papal sejam queimados. Aquele que não se opõe ao papado de todo o coração não há de obter a salvação eterna", Calvino despertou revolta inclusive entre seus próprios seguidores ao chamar de "papistas" muitos calvinistas respeitados. As primeiras confissões de fé da Igreja Episcopal Irlandesa, a Igreja Presbiteriana e da Igreja Batista, tomam a mesma atitude. Os papas, por sua vez, compararam os reformadores a "raposas [que] avançam procurando destruir a vinha [isto é a Igreja] (...) O javali da floresta procura destruí-la e toda fera selvagem vem devastá-la. (...) Bem que avisastes que viriam falsos mestres contra a Igreja Romana, para introduzir seitas ruinosas, (...) Suas línguas são de fogo, mal incansável, cheias de mortal veneno".
No entanto, o protestantismo histórico abandonou oficialmente estas afirmações para permitir o ecumenismo. Na atualidade somente a denominação Adventistas do Sétimo Dia sustenta esta doutrina, embora alguns grupos também já a tenham abandonado.

## Pontificados por tempo de duração

### Pontificados mais longos
| Posição | Imagem | Papa                  | De                      | Até                    | Duração do Pontificado | Dias      |
| ------- | ------ | --------------------- | ----------------------- | ---------------------- | ---------------------- | --------- |
| 1.º     |        | Apóstolo Pedro        | c. 28 de outubro de 30  | c. 29 de junho de 67   | c. 36 anos, 244 dias   | c. 13 383 |
| 2.º     |        | Pio IX, O.F.S.        | 16 de junho de 1846     | 7 de fevereiro de 1878 | 31 anos, 236 dias      | 11 559    |
| 3.º     |        | João Paulo II, Magnus | 16 de outubro de 1978   | 2 de abril de 2005     | 26 anos, 168 dias      | 9 665     |
| 4.º     |        | Leão XIII             | 20 de fevereiro de 1878 | 20 de julho de 1903    | 25 anos, 150 dias      | 9 280     |
| 5.º     |        | Pio VI                | 15 de fevereiro de 1775 | 29 de agosto de 1799   | 24 anos, 195 dias      | 8 961     |
| 6.º     |        | Adriano I             | 1 de fevereiro de 772   | 25 de dezembro de 795  | 23 anos, 327 dias      | 8 728     |
| 7.º     |        | Pio VII, O.S.B.       | 14 de março de 1800     | 20 de agosto de 1823   | 23 anos, 159 dias      | 8 559     |
| 8.º     |        | Alexandre III         | 7 de setembro de 1159   | 30 de agosto de 1181   | 21 anos, 357 dias      | 8 028     |
| 9.º     |        | Silvestre I           | 31 de janeiro de 314    | 31 de dezembro de 335  | 21 anos, 334 dias      | 8 004     |
| 10.º    |        | Leão I, Magnus        | 29 de setembro de 440   | 10 de novembro de 461  | 21 anos, 42 dias       | 7 712     |
| 11.º    |        | Urbano VIII           | 6 de agosto de 1623     | 29 de julho de 1644    | 20 anos, 358 dias      | 7 663     |
| 12.º    |        | Leão III              | 26 de dezembro de 795   | 12 de junho de 816     | 20 anos, 169 dias      | 7 474     |
| 13.º    |        | Clemente XI           | 23 de novembro de 1700  | 19 de março de 1721    | 20 anos, 116 dias      | 7 421     |
| 14.º    |        | Pio XII               | 2 de março de 1939      | 9 de outubro de 1958   | 19 anos, 221 dias      | 7 161     |
| 15.º    |        | Inocêncio III         | 8 de janeiro de 1198    | 16 de julho de 1216    | 18 anos, 190 dias      | 6 764     |
| 16.º    |        | Pascoal II            | 13 de agosto de 1099    | 21 de janeiro de 1118  | 18 anos, 161 dias      | 6 735     |
| 17.º    |        | João XXII             | 7 de agosto de 1316     | 4 de dezembro de 1334  | 18 anos, 119 dias      | 6 693     |
| 18.º    |        | Dâmaso I              | 1 de outubro de 366     | 11 de dezembro de 384  | 18 anos, 71 dias       | 6 646     |
| 19.º    |        | Vigílio               | 29 de março de 537      | 7 de junho de 555      | 18 anos, 70 dias       | 6 644     |
| 20.º    |        | Zeferino              | c. 199                  | 20 de dezembro de 217  | c. 18 anos             | c. 6 574  |

### Pontificados mais curtos
| Posição | Imagem | Papa                 | De - Até                                    | Duração do Pontificado | Notas                       |
| ------- | ------ | -------------------- | ------------------------------------------- | ---------------------- | --------------------------- |
| 1.º     |        | Urbano VII           | 15 de setembro – 27 de setembro de 1590     | 12 dias                | Morreu antes da consagração |
| 2.º     |        | Bonifácio VI         | 11 de abril – 26 de abril de 896            | 15 dias                |                             |
| 3.º     |        | Celestino IV O.Cist. | 25 de outubro – 10 de novembro de 1241      | 16 dias                | Morreu antes da consagração |
| 4.º     |        | Teodoro II           | c. 1 de dezembro – c. 20 de dezembro de 897 | c. 19 dias             |                             |
| 5.º     |        | Sisínio              | 15 de janeiro – 4 de fevereiro de 708       | 20 dias                |                             |
| 6.º     |        | Marcelo II           | 9 de abril – 1 de maio de 1555              | 22 dias                |                             |
| 7.º     |        | Dâmaso II            | 17 de julho – 9 de agosto de 1048           | 23 dias                |                             |
| 8.º     |        | Pio III              | 22 de setembro – 18 de outubro de 1503      | 26 dias                |                             |
| 8.º     |        | Leão XI              | 1 de abril – 27 de abril de 1605            | 26 dias                |                             |
| 9.º     |        | Bento V              | 22 de maio – 23 de junho de 964             | 32 dias                |                             |
| 10.º    |        | João Paulo I         | 26 de agosto – 28 de setembro de 1978       | 33 dias                |                             |
| 11.º    |        | Adriano V            | 11 de julho – 18 de agosto de 1276          | 38 dias                |                             |
| 12.º    |        | Valentino            | c. 31 de agosto – c. 10 de outubro de 827   | c. 40 dias             |                             |
| 13.º    |        | Antero               | 21 de novembro de 235 – 3 de janeiro de 236 | 43 dias                |                             |
| 14.º    |        | Gregório VIII        | 21 de outubro – 17 de dezembro de 1187      | 57 dias                |                             |
| 15.º    |        | Inocêncio IX         | 29 de outubro – 30 de dezembro de 1591      | 62 dias                |                             |
| 16.º    |        | Silvestre III        | 16 de janeiro – 10 de abril de 1045         | 84 dias                | Contestado/deposto          |
| 17.º    |        | Romano               | c. 14 de agosto – c. 14 de novembro de 897  | c. 92 dias             |                             |
| 18.º    |        | Leão V               | c. 30 de julho – c. dezembro de 903         | c. 124 dias            |                             |
| 19.º    |        | Inocêncio V          | 21 de janeiro – 22 de junho de 1276         | 153 dias               |                             |
| 20.º    |        | Celestino V          | 5 de julho – 13 de dezembro de 1294         | 161 dias               |                             |

## Nacionalidade e quantidade de papas

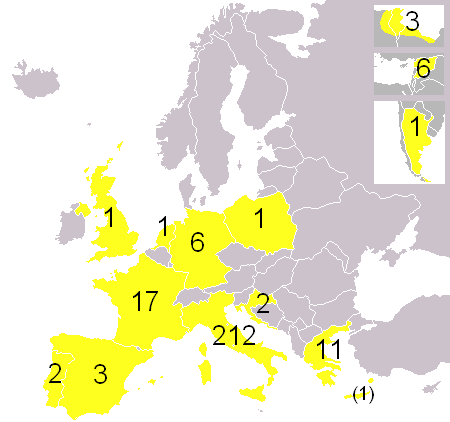
Mapa com os países e regiões destacados em amarelo onde já houve papas. O número significa o número de papas que existiram em tal região.

| Quantidade de Papas | Nacionalidade      |
| ------------------- | ------------------ |
| 212                 | italianos          |
| 17                  | franceses          |
| 11                  | gregos             |
| 7                   | alemães            |
| 6                   | sírios             |
| 3                   | espanhóis          |
| 3                   | norte-africanos    |
| 2                   | dálmatas (croatas) |
| 2                   | portugueses        |
| 1                   | israelita          |
| 1                   | inglês             |
| 1                   | neerlandês         |
| 1                   | cretense (grego)   |
| 1                   | polaco             |
| 1                   | argentino          |
| 1                   | estadunidense      |